# Civilizația minoică
Civilizația minoică a fost o civilizație din Epoca Bronzului mijlociu care a apărut pe Insula Creta, s-a dezvoltat ulterior prin expansiune teritorială în insulele adiacente (e.g., Antikythera) precum și în Insulele Ciclade și a înflorit din aproximativ secolul al XXVII-lea î.Hr. până în secolul al XV-lea î.Hr., în mare parte datorită comerțului pe care minoicii îl efectua în Marea Egee și Marea Mediterană. A fost redescoperită la începutul secolului al XX-lea datorită activității arheologului englez Sir Arthur Evans împreună cu arheologul scoțian Duncan Mackenzie. Istoricul și filosoful american Will Durant face referire la civilizația minoică ca „prima verigă din lanțul european”, având în vedere faptul că aceasta este adesea considerată prima și cea mai veche civilizație europeană. Se consideră că primii locuitori ai Cretei au venit pe insulă acum cca. 128.000 ani, în timpul Paleoliticului mijlociu, cel mai probabil din Anatolia, fiind descendenți ai fermierilor neolitici (deși, conform unor studii genetice relativ recente, acestea sugerează faptul că minoicii au fost europeni indigeni, adică de origine indo-europeană).
Cu toate acestea, până la începutul mileniului al V-lea î.Hr. nu au existat semnele unei agriculturi avansate pe insula Creta. În c. 2200 î.Hr., minoicii au început să construiască palate (sisteme rezidențiale urbane proprii, nefortificate) pe teritoriul insulei Creta. Apariția acestei civilizații și perioadele de bruscă înflorire întrerupte parțial de cataclisme (i.e., cutremure precum și o erupție vulcanică de pe Santorini/Thera, una dintre cele mai mari erupții vulcanice din istoria umanității, care a afectat colonia minoică de la Akrotiri) rămân până în ziua de astăzi un mister ca de altfel și limba populației minoice (inițial notată cu script hieroglific, posibil influențat de hieroglifele egiptene cu care minoicii au intrat în contact prin comercianții egipteni, ulterior în alte două formate/sisteme de scriere cunoscute ca Linear A respectiv Linear B în limba engleză sau Linearul A respectiv Linearul B în limba română). De asemenea, este probabil ca civilizația și cultura minoică să se fi stins gradual (deși inițial a co-existat pentru o anumită perioadă de timp) după ce a fost asimilată cu cea a micenienilor care au invadat și cucerit insula Creta după o serie de dezastre naturale care au afectat considerabil anterior populația nativă de pe insulă, slăbindu-le astfel puterea de reconstrucție a palatelor și apărarea față de o putere militară străină ostilă.
Termenul „minoic” provine de la numele regelui legendar cretan Minos și a fost folosit pentru prima dată de arheologul englez Arthur Evans. Capitala civilizației minoice (sau reședința regală a acesteia precum și centrul administrativ, cultural și religios al insulei Creta în Antichitate) se afla la Cnossos, un oraș cu un complex rezidențial de tip palat/palațial care putea adăposti circa 80.000 de oameni (cunoscut pentru mitul lui Tezeu și al minotaurului din labirint) și care era legat de o altă rețea de asemenea orașe de-a lungul Cretei, mai precis Faistos, Malia, Zagros și Kydonia. Civlizația minoică a fost una predominant pașnică, artistică, culturală, agricolă și comercială, cu rute maritime de comerț atât în Marea Egee (către nord-est) cât și în Marea Mediterană (către sud, pe Marea Libiei, spre Egiptul Antic, vest spre Cipru și Fenicia, respectiv nord-vest spre alte insule grecești de asemenea) care au contribuit covârșitor la dezvoltarea acesteia. Totuși, multe alte aspecte ale acestei civilizații europene antice rămân încă un mister sau sunt relativ ambigue.

## Generalități
Cea mai timpurie civilizație europeană de nivel înalt, civilizația minoică, a luat naștere în bazinul oriental al Mării Mediterane, pe insula Creta. După declinul civilizației minoice, locul în acest spațiu i-a fost luat de cultura miceniană, reprezentată de ahei (i.e. grecii continentali), care au fost primii indo-europeni ce au ocupat Creta.

## Cadrul geografic

Harta Cretei în antichitate

Insula Creta este situată în extremitatea sudică a Mării Egee, mare împânzită de insule și situată între Grecia și Asia Mică. Insula are un sol relativ fertil, mai ales în câmpia Mesarei, posedă zăcăminte de cupru, un element indispensabil civilizațiilor din epoca bronzului și este larg deschisă spre Mediterană, Grecia, Insulele Egeene, Orientul Mijlociu și Egipt.
Este posibil ca civilizația minoică să fi fost rezultatul unei dezvoltări interne, dar este foarte probabil ca ea să fi fost stimulată de legăturile comerciale și culturale cu Asia Mică și, în măsură mai mică, cu Egiptul.
Potrivit lui Homer, în Creta existau 90 de orașe. Cele mai importante erau: Cnossos, care controla partea de nord a insulei, Faistos, care controla partea de sud a insulei, Malia, care controla partea central-estică, Kato Zacros, care controla extremitatea de est și Chania, care controla partea de vest a insulei.
Creta avea în jurul anului 1950 î.Hr. palate splendide, orașe mari și prospere, acestea fiind probabil rezultatul atât al producției pe scară mare a uleiului de măsline și a vinurilor, cât și ca urmare a comerțului practicat intens în zona de răsărit a Mării Mediterane.

## Cronologie și istorie
S-a crezut mult timp că minoicii erau un popor de origine ne-indo-europeană, fiind înrudiți probabil cu populațiile din Anatolia (de unde au provenit inițial, cel mai probabil, migrând spre Creta ulterior). Cea mai veche dovadă a prezenței umane pe insula Creta datează din anul 7000 î.Hr., reprezentând rămășițele unei comunități agricole neolitice preceramice. 
Grecii au păstrat în secolele ulterioare memoria grandorii minoice, dar istoria acestei civilizații este învăluită în legendă. Conform celei mai cunoscute dintre ele, orașul elen Atena trimitea regelui cretan Minos în fiecare an, drept tribut, tineri și fecioare, aceștia fiind sacrificați Minotaurului, monstrul jumătate om, jumătate taur, din adâncul labirintului. În cele din urmă, eroul atenian Tezeu omoară bestia și reușește să scape din labirint. Datorită legendei, adjectivul „minoic”, derivat din numele Minos, este folosit în expresia „civilizația minoică”, sinonim pentru „civilizația cretană”.
Acest mit (al Minotaurului) provine probabil de la realitatea sacrificării taurilor. Singurii expuși pericolului erau acrobații, antrenați să execute salturi peste tauri, prinzându-se de coamele acestora. Frescele viu colorate, pictate pe pereții palatului de la Cnossos, sugerează faptul că membrii societății minoice erau optimiști, relaxați și iubitori ai plăcerilor vieții. Se pare că populația era pașnică și se simțea în siguranță, deoarece palatele și orașele nu erau fortificate și secole de-a rândul soldații nu au purtat armuri.

### Perioada veche (2700-2000 î.Hr.)

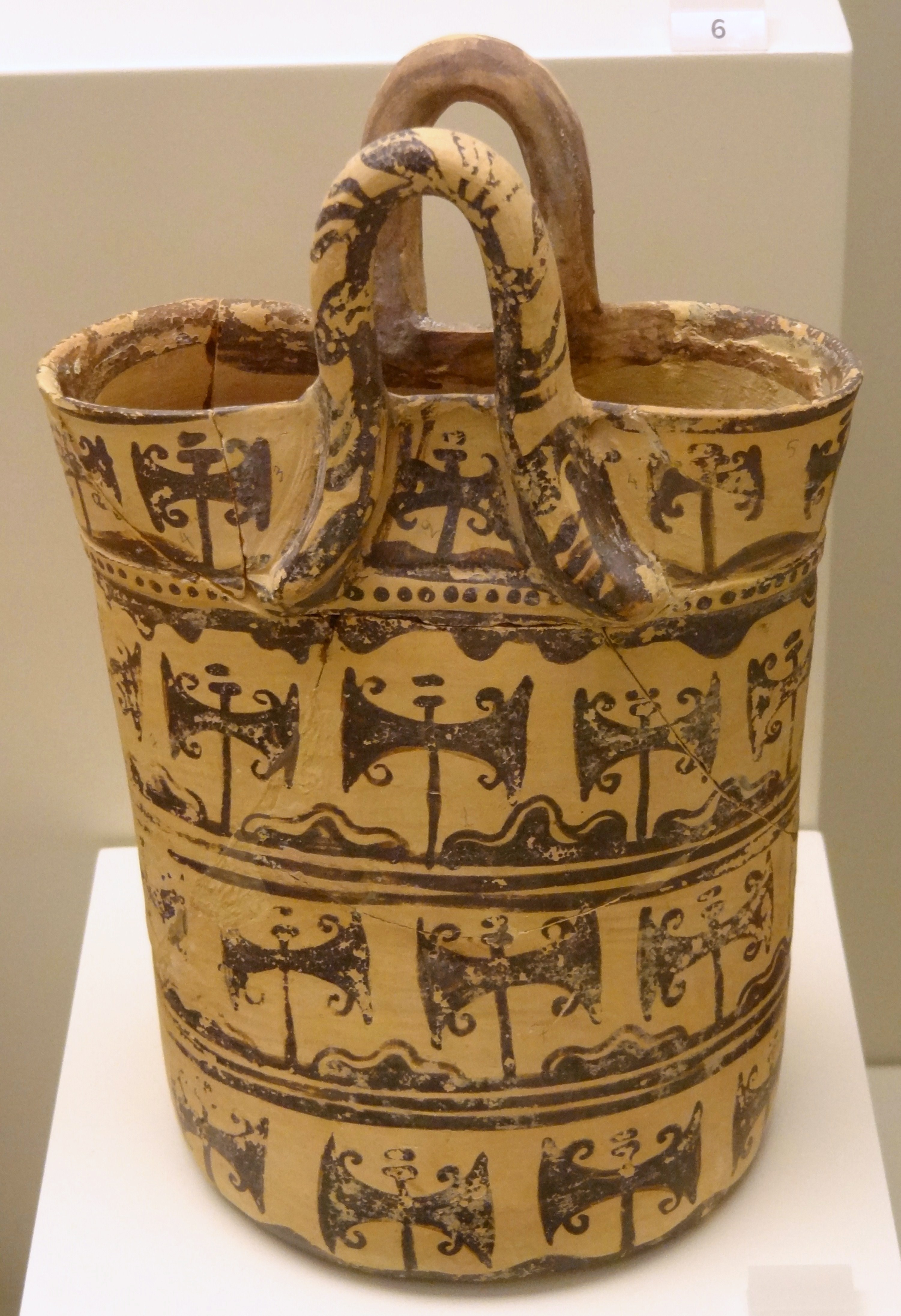
Vas minoic decorat cu motivul securii duble (i.e., labrys)

Dupǎ o dezvoltare mai puțin spectaculoasǎ în epoca neoliticǎ, insula Creta a devenit o zonă de mare înflorire a civilizației, odatǎ cu începutul epocii bronzului în jurul anului 2700 î.Hr.
Civilizația minoicǎ atinge maxima ei înflorire la jumătatea mileniului al III-lea î.Hr. (în jurul anului 2500 î.Hr.), când  a crescut brusc nivelul de prosperitate al comunitǎților rurale, ca și cel al producției artizanale, reprezentatǎ de obiectele de lux din piatrǎ și metal fațǎ de fondul tradițional de utilaj litit în aria agro-pastoralǎ a insulei. S-au detașat elementele unei civilizații protourbane și a unor grupuri sociale privilegiate, dispersate în mai multe centre de autoritate incipientǎ care explica diferențele regionale multiple ale acestui orizont. Tehnicile metalurgice originare din Ciclade au influențat metalurgia bronzului cretan și și-au fǎcut simțitǎ influența pânǎ în nordul Greciei continentale. Obiectele din argilǎ și marmurǎ s-a rǎspândit în afara sferei de influențǎ. Așezǎrile, deși erau lipsite de fortificații, marcau un stadiu protourban caracteristice epocii bronzului.
S-au păstrat, din acea perioadă, inscripții hieroglifice indigene pe sigilii și ceramică, dar acestea nu au putut fi încă descifrate. Tot de atunci datează și desenele votive reprezentând „securea dublă”, caracteristice religiei minoice.
Creta participǎ la un fenomen ce se va accentua în prima jumǎtate a mileniului al II-lea î.Hr., fiind integrată într-un amplu sistem de schimburi comerciale est-mediteraneene la care participǎ Egiptul, Cicladele și Asia Mică

### Perioada mijlocie (2000-1580 î.Hr.)

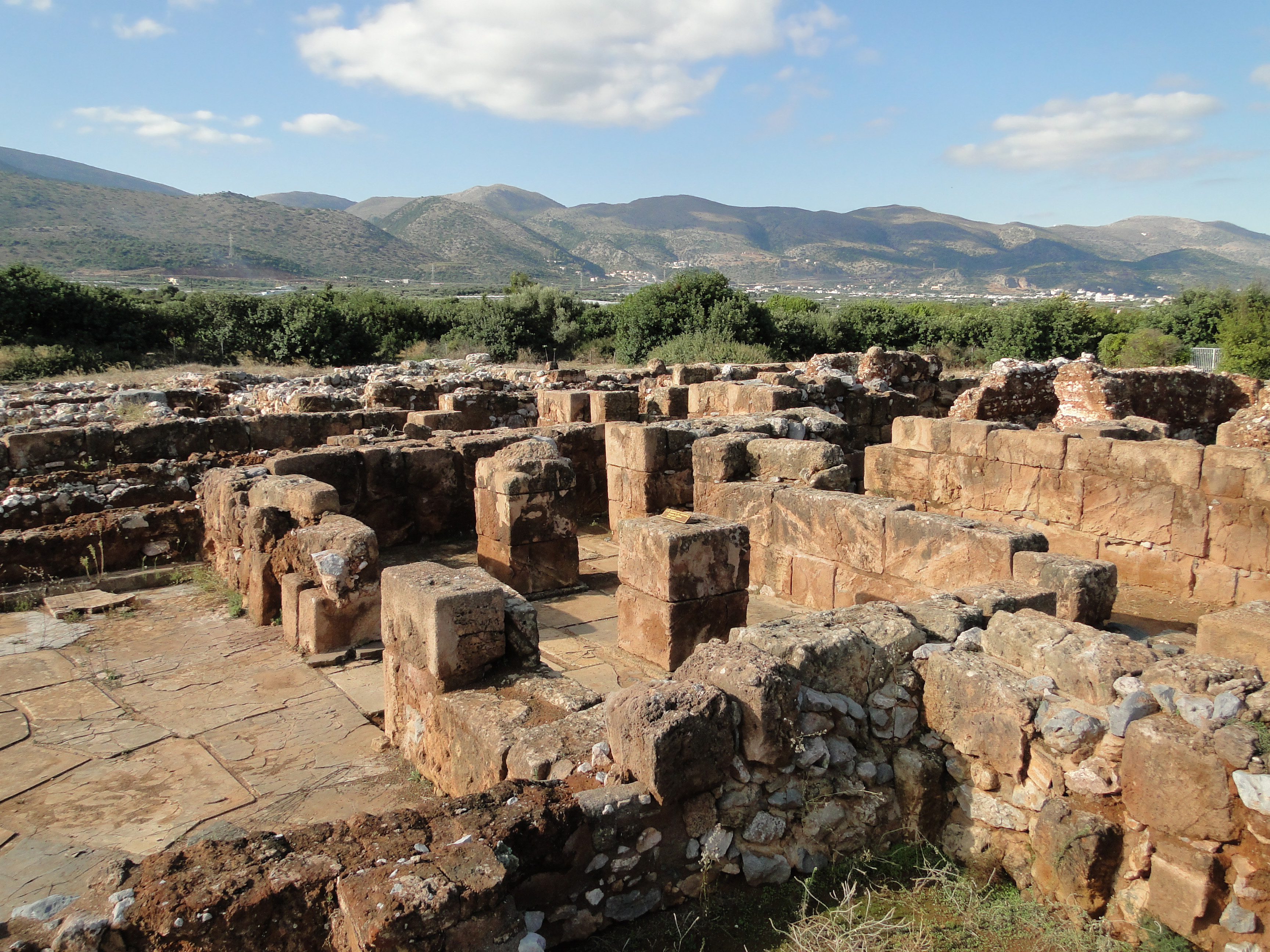
Ruinele palatului Malia

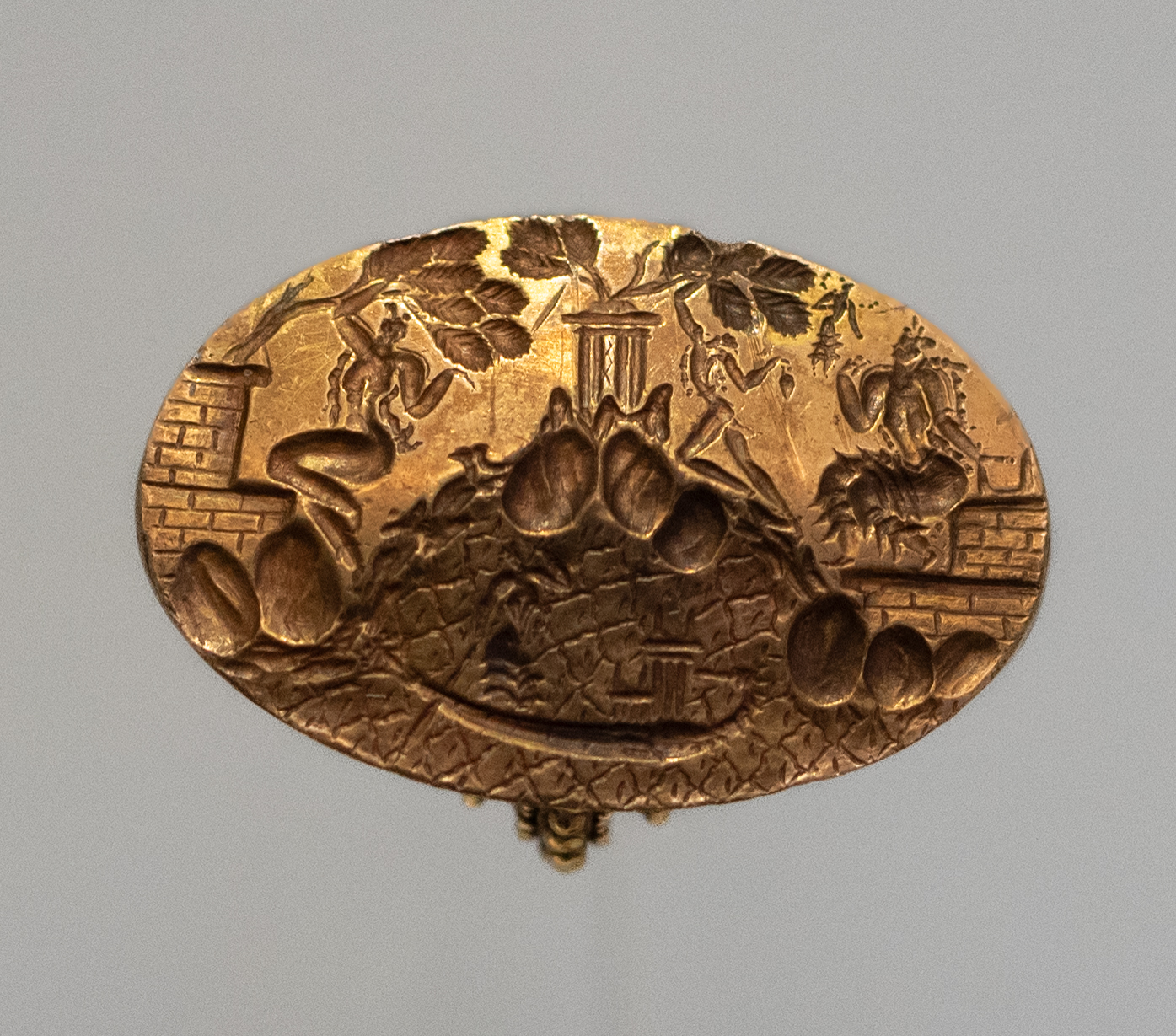
Presupusul inel al lui Minos

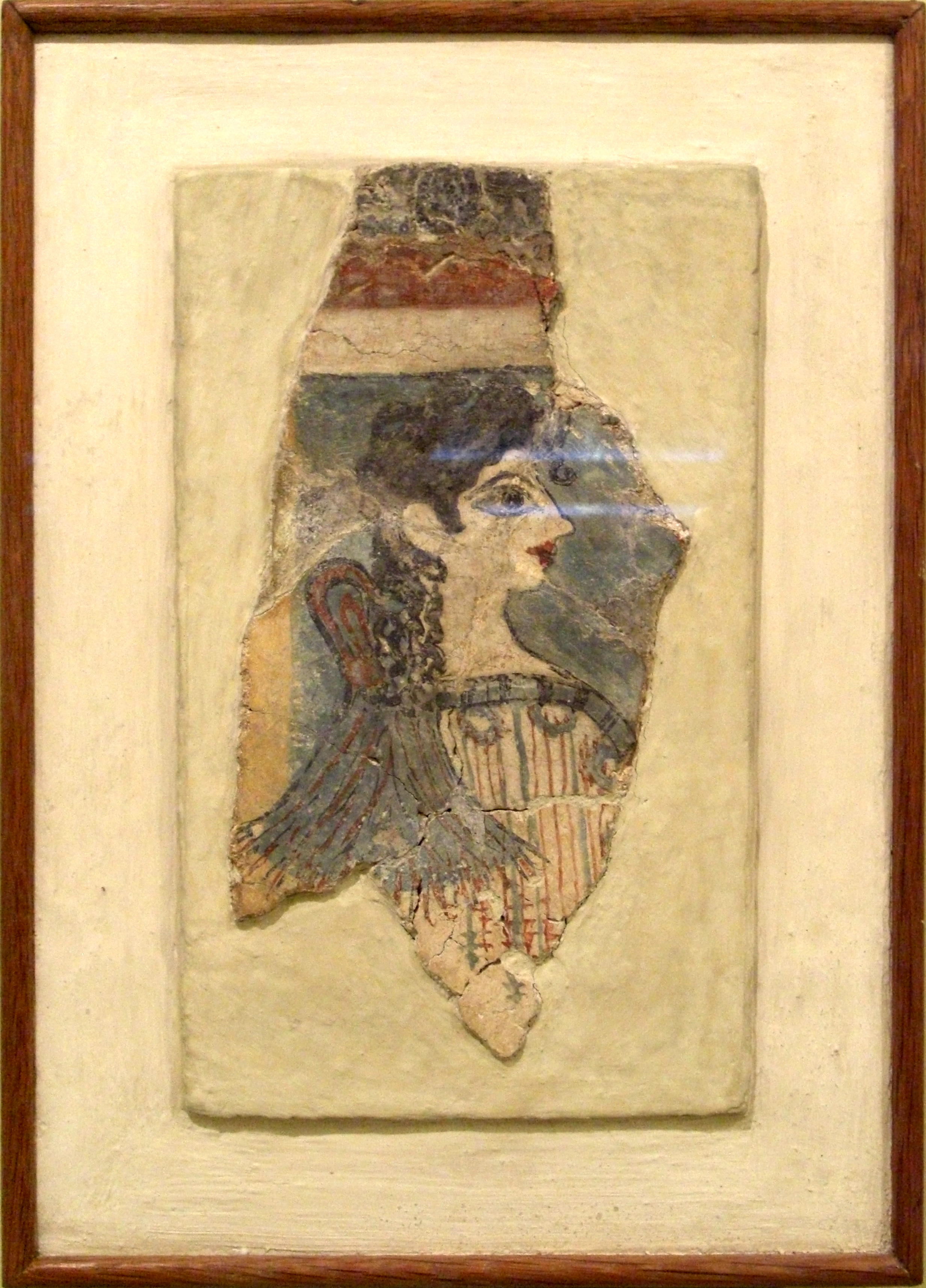
„La Parisienne”

Perioada mijlocie  a început cu revolte sociale, pericole  externe și migrații din Grecia continentală și Asia Mică. În acest timp, minoicii au început sǎ stabileascã colonii în Thera, Rodos, Melos și Kithira.
În jurul anului 2000 î.Hr., ca urmare a  apariției unor formațiuni, s-a dezvoltat un nou sistem politic ce a fost stabilit în jurul unor persoane centrale cu autoritate concentrata - regii locali, suficient de puternici pentru a-și transmite din generație în generație puterea și pentru a și-o manifesta prin mari construcții monumentale. Exploatau aria ruralǎ ce le era subordonatǎ.
Tot în jurul anului 2000 î.Hr., apar și primele „palate”, indiciu sigur al ivirii unei noi și puternice puteri centrale care stăpânea cel puțin trei așezări: Cnossos, Faistos și Malia.
Primele palate mari au fost înființate ca expresie a revoluției urbane și au funcționat ca centre de putere pentru comunități, fiind clǎdiri cu etaje  și scǎri de piatrǎ, cu intrǎri monumentale, portice și sǎli ceremoniale, cu depozite și arhive.Se atestǎ existența atelierelor meșteșugǎrești în interiorul palatelor, elemente ce sugereazǎ o societate similarǎ cu cele ale Orientului Apropiat, structuratǎ ierarhic în jurul unor regi locali care stǎpâneau cu titluri de suverani teritoriul formațiunii cretane. În raport cu restul claselor sociale și cu producǎtorii direcți, era o stare de dependențǎ.  
S-a dezvoltat o administrație birocratică, care a pătruns în societatea minoicǎ. Distincțiile între clase  a creat o ierarhie socială și a împărțit oamenii în nobili, țărani și sclavi.În jurul acestor centre politice și sacre, se grupeazǎ o aristocrația si o populație urbanǎ formatǎ din meșteșugari, negustori și mǎrunți funcționari. Micul centru urban de la Gournia, unde locuințele modeste și micile ateliere se aliniau de-a lungul unor strǎzi înguste și șerpuitoare, și cartierele de locuințe de la Mallia, atestau realitatea acestei cristalizǎri urbane încǎ din prima jumǎtate a mileniului al II-lea î.Hr.
În ciuda distrugerii bruște a palatelor, cu toate acestea , civilizația minoicǎ a continuat să înflorească.Dezvoltându-se prelucrarea metalelor și producția ceramicii la roata olarului, se confirmǎ ponderea mesteșugurilor independente în economia unei societǎți în care existau ocupații  secundare și terțiare. Schimburile intense la distanțǎ, ca și palatele, au jucat un rol tot mai important. Agricultura  a continuat sǎ reprezinte domeniul prioritar al economiei. Apariția depozitelor de cereale și ulei în interiorul complexelor palațiale atestǎ acumularea produselor și funcția redistributivă a monarhiei cretane.
După un început tumultuos, a urmat o perioadă pașnică și prosperă pentru minoicii care au continuat relatiile comerciale cu Egipt și  Orientul Mijlociu. Au construit o rețea de drumuri asfaltate pentru a conecta centrele culturale importante. Această perioadă marchează , de asemenea, dezvoltarea unor așezări în afara palatelor și sfârșitul utilizarii la scară largă a mormintele tholos.
Palatele au fost distruse în 1700 î.Hr. de către forțe necunoscute de istorici. Sunt speculații cum ca au fost distruse fie de un cutremur puternic, fie de invadatori din afarǎ.

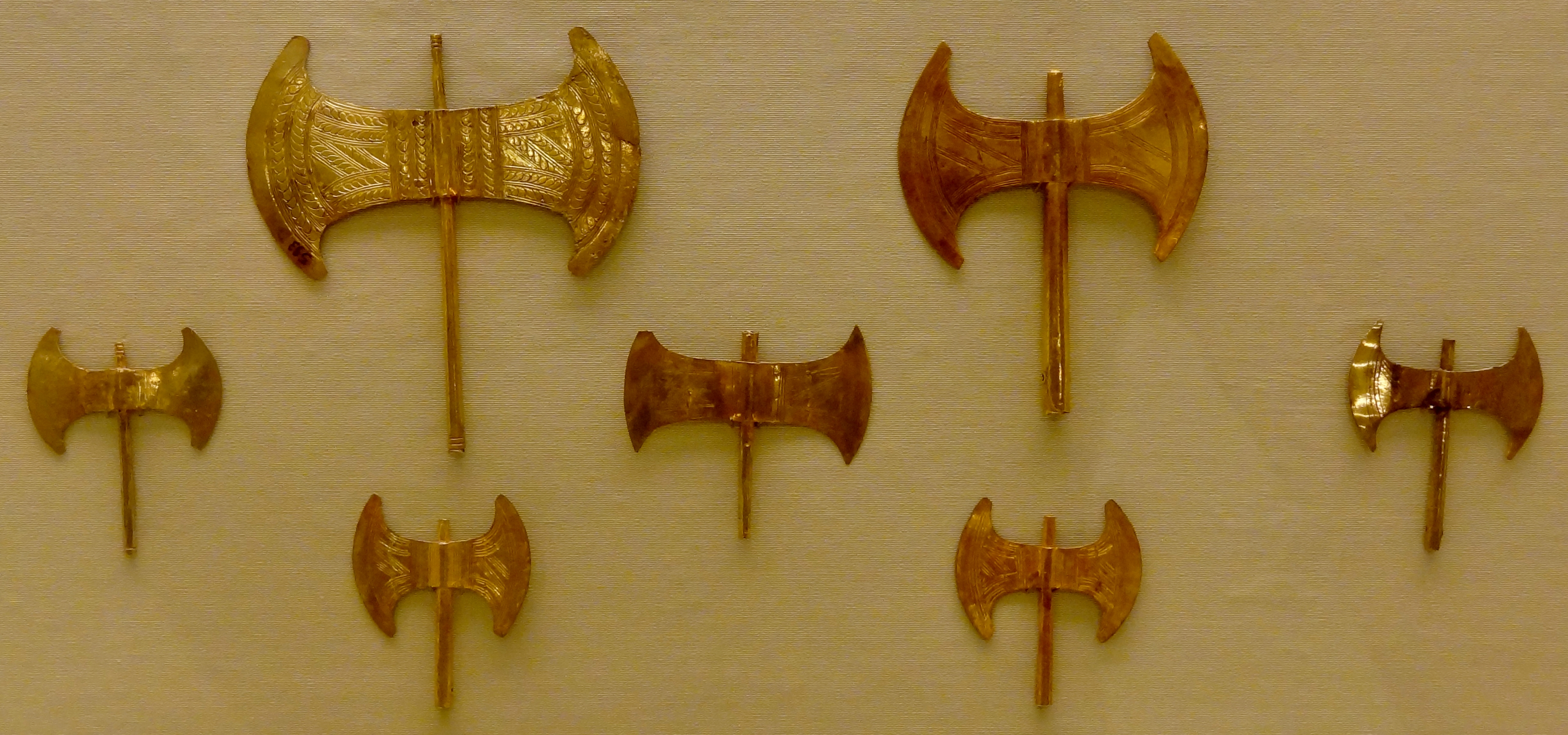
Labyrisuri
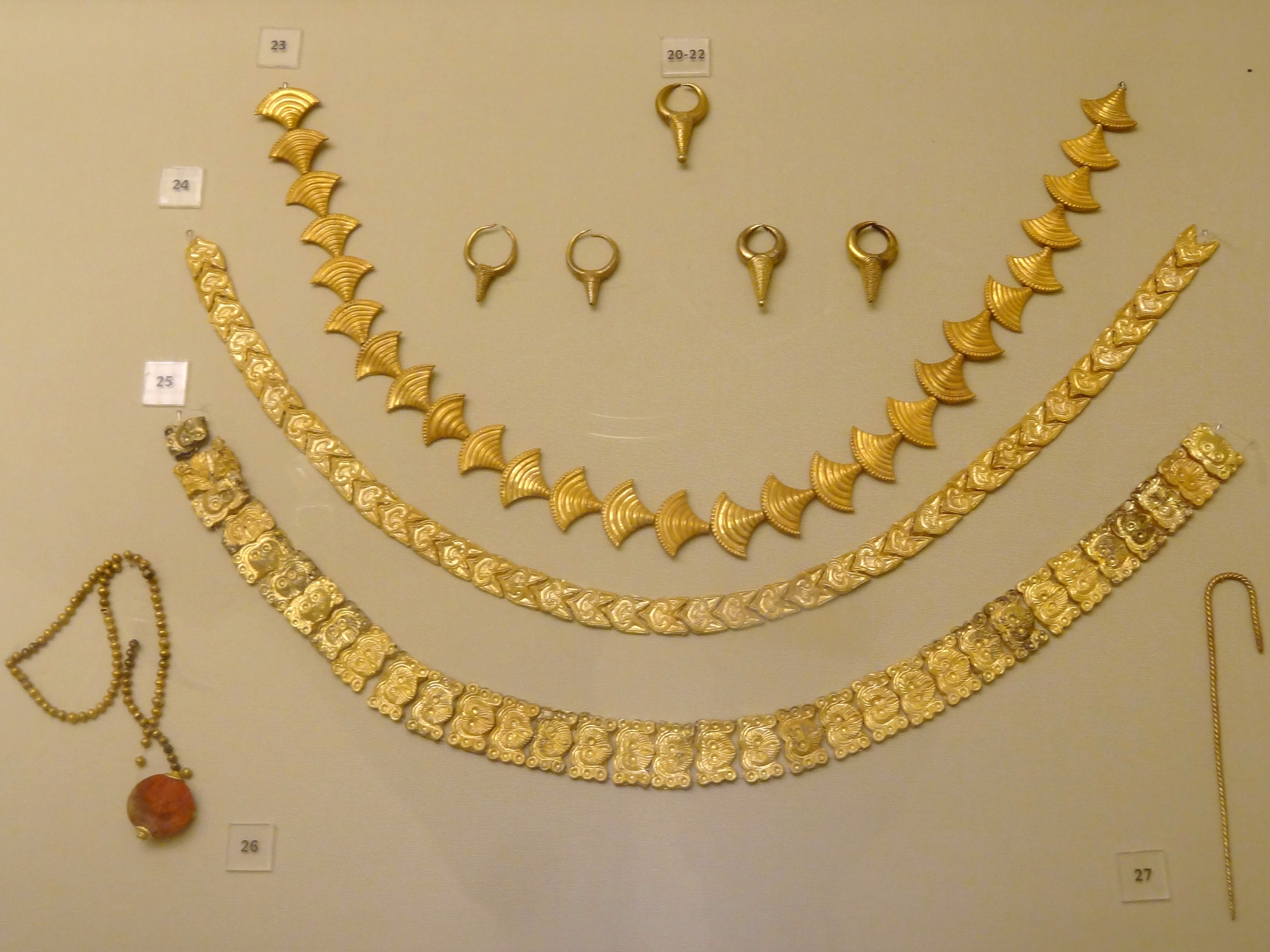
Coliere și inele
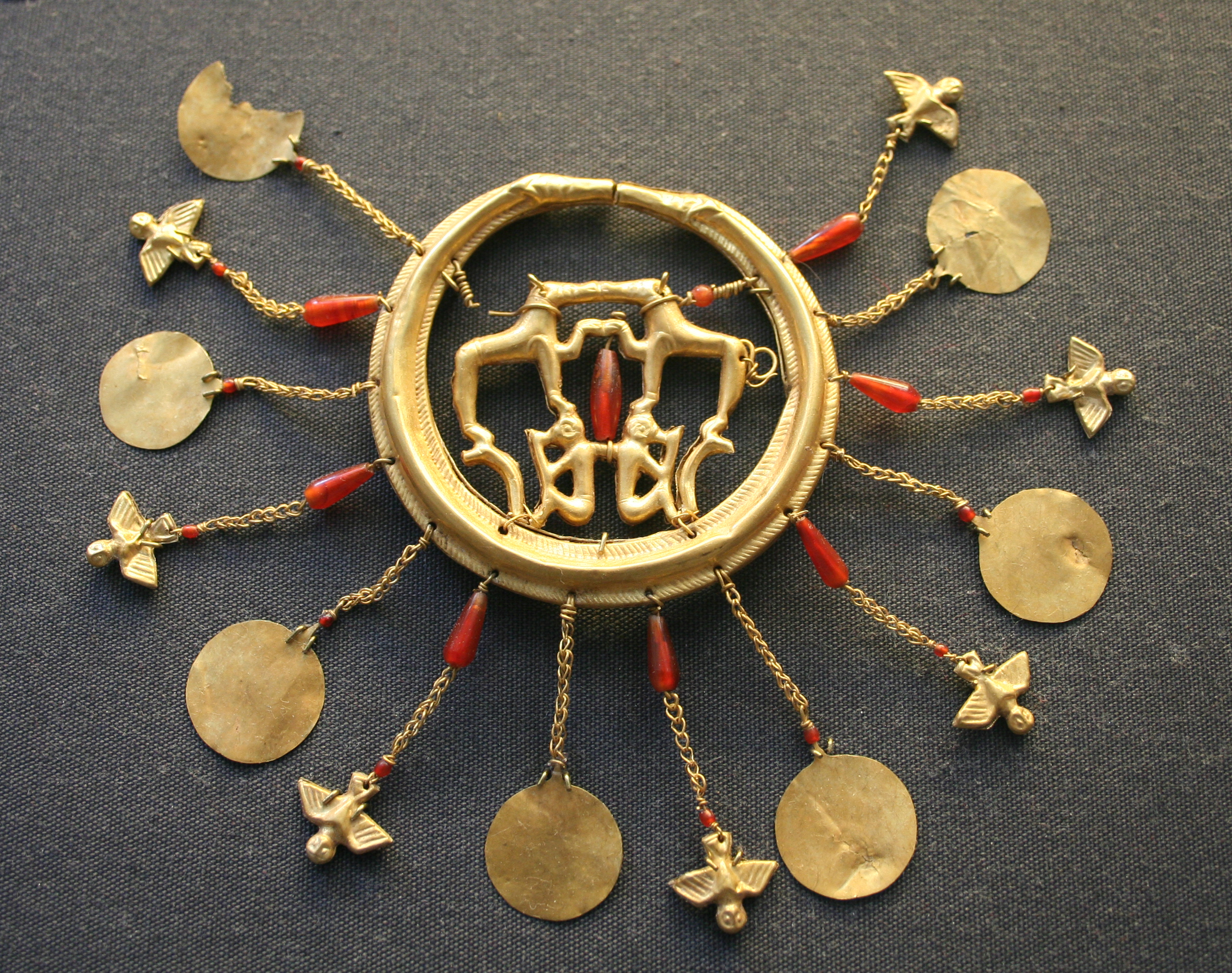
Obiect din tezaurul de la Aegina
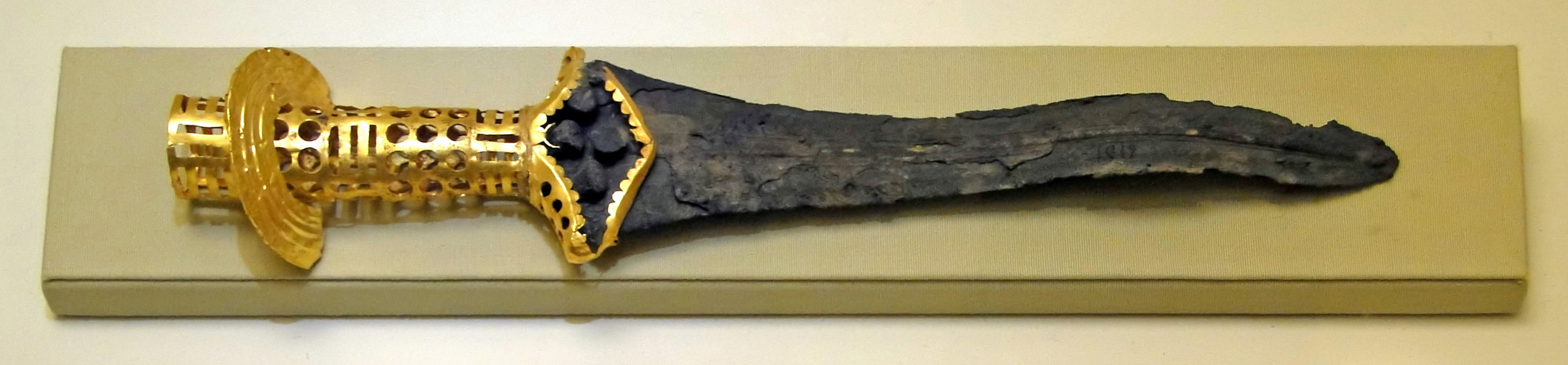
Pumnal din bronz din Malia
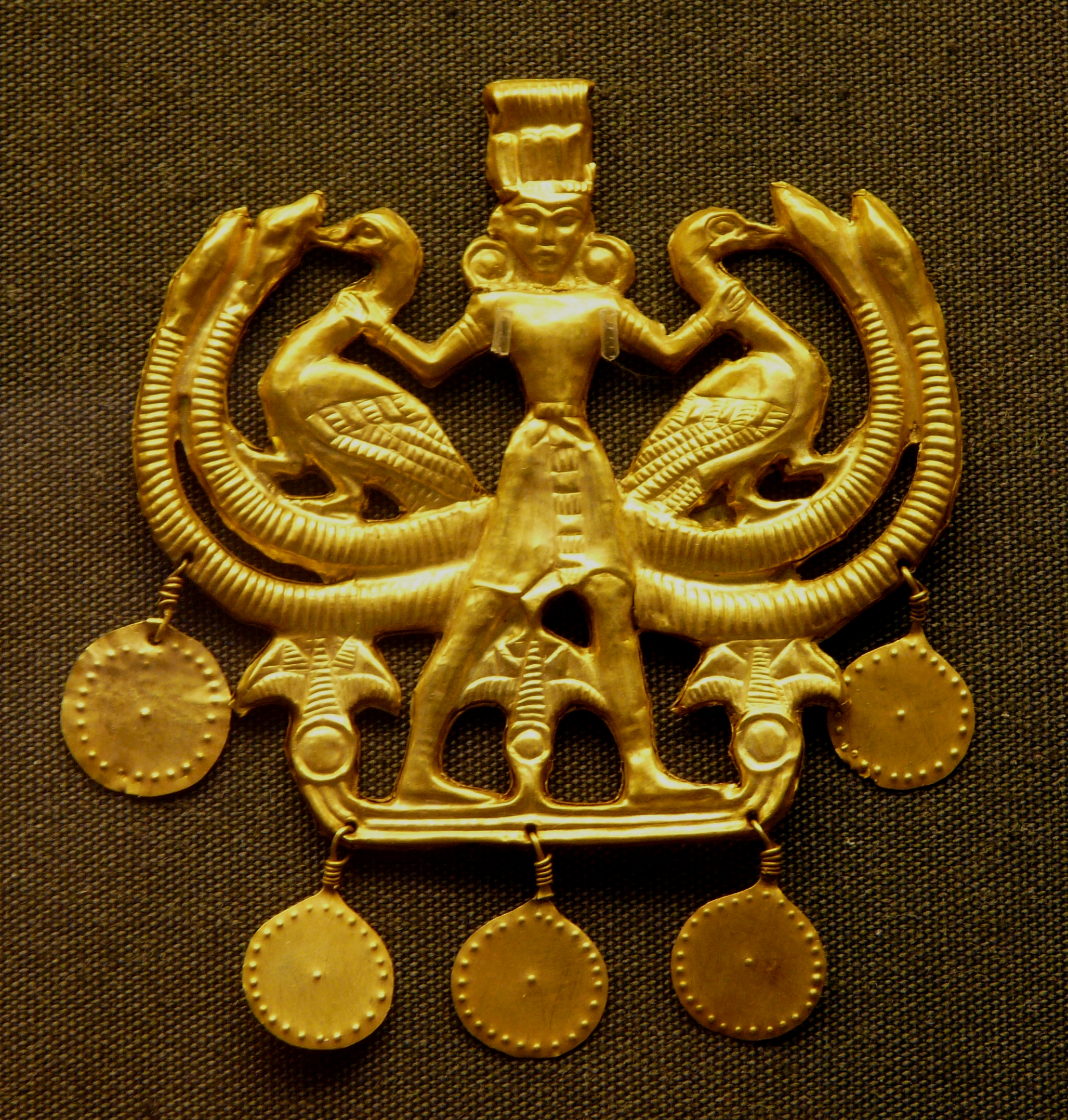
"Stăpanul animalelor"
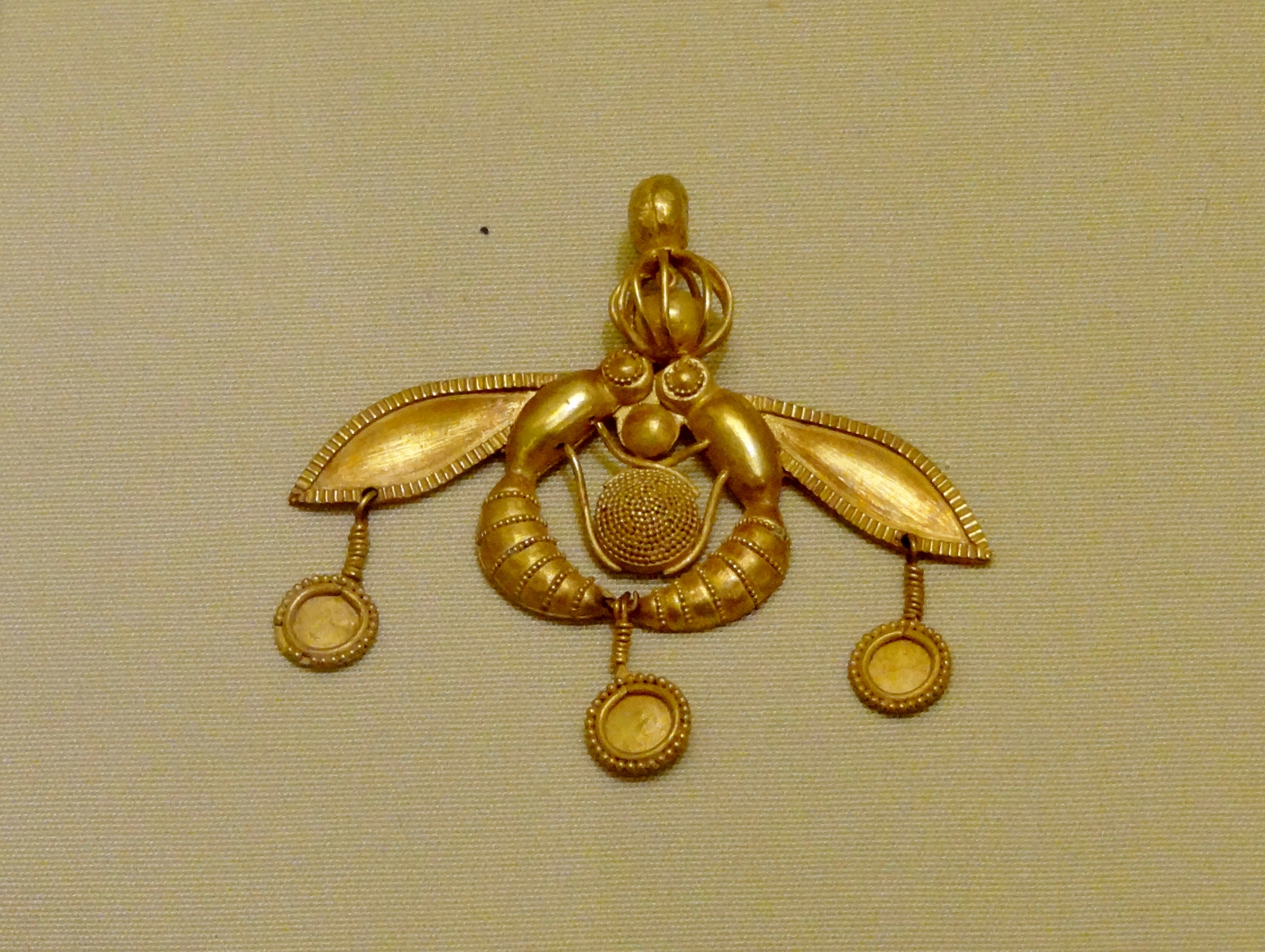
Albina de la Malia

### Perioada târzie (1580-1400 î.Hr.)

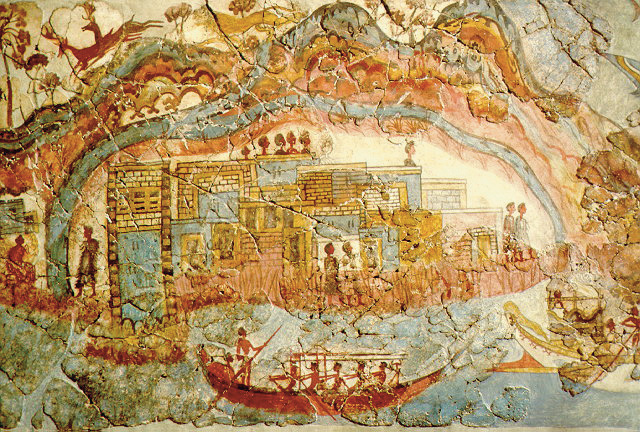
Fresca ce reprezintă portul orașului minoic Akrotiri

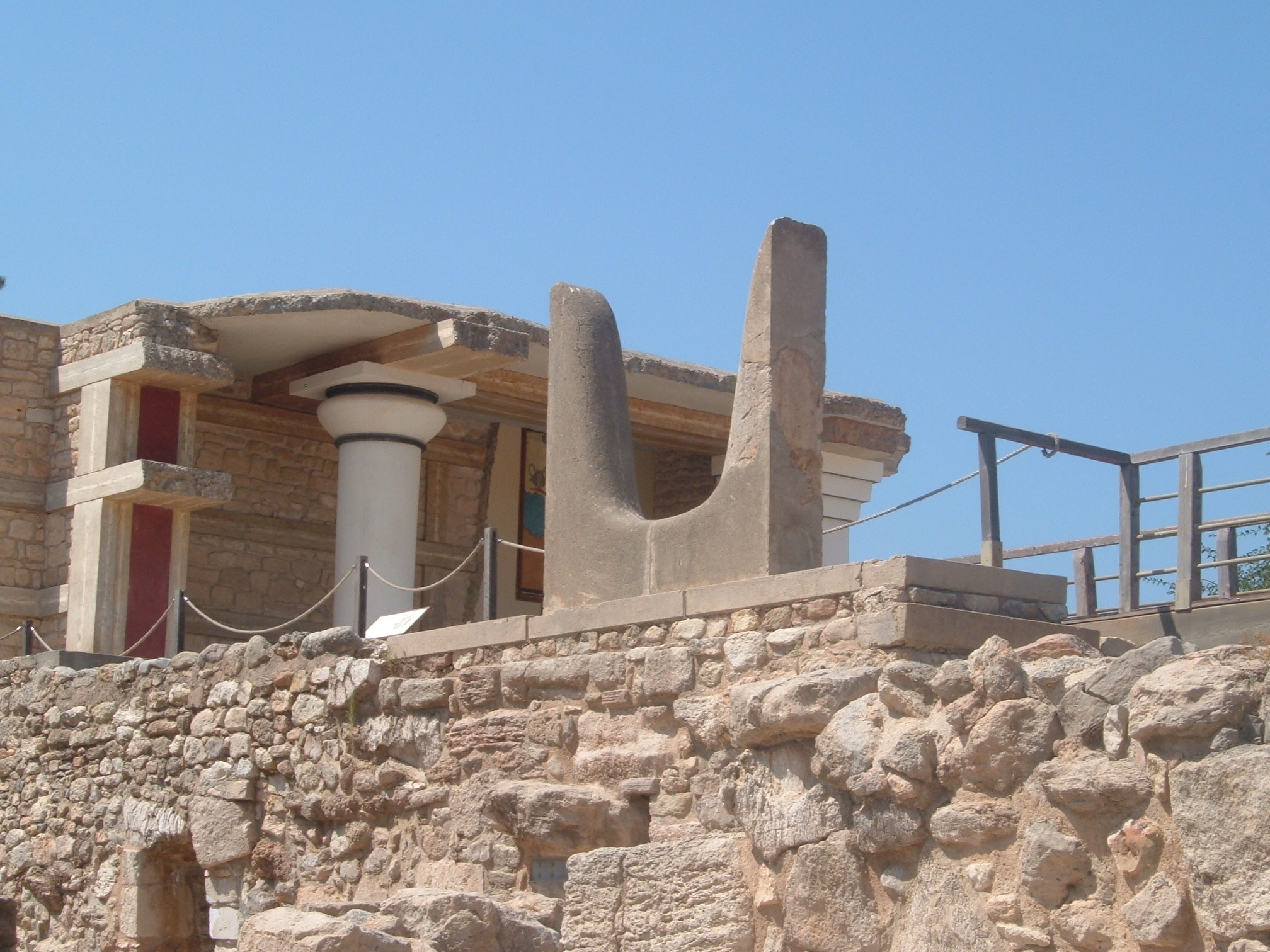
O pereche de coarne de taur decorează intrarea în palatul de la Cnossos

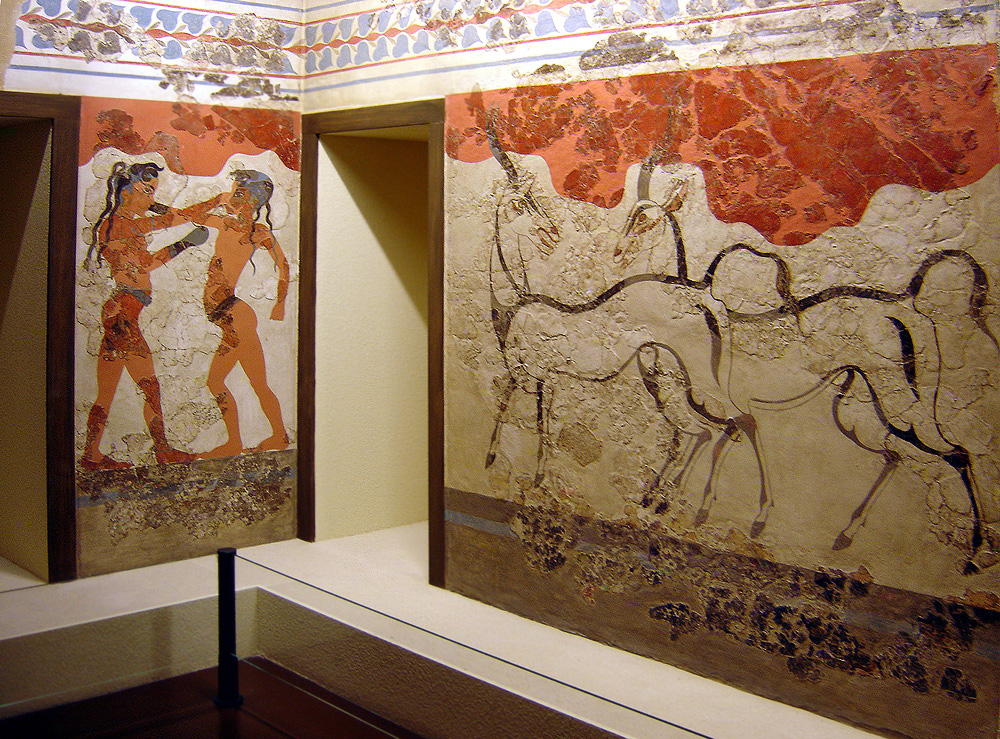
Frescă ce înfățișează doi copii goi, cu o curea și mănuși de box; cealaltă reprezintă antilope

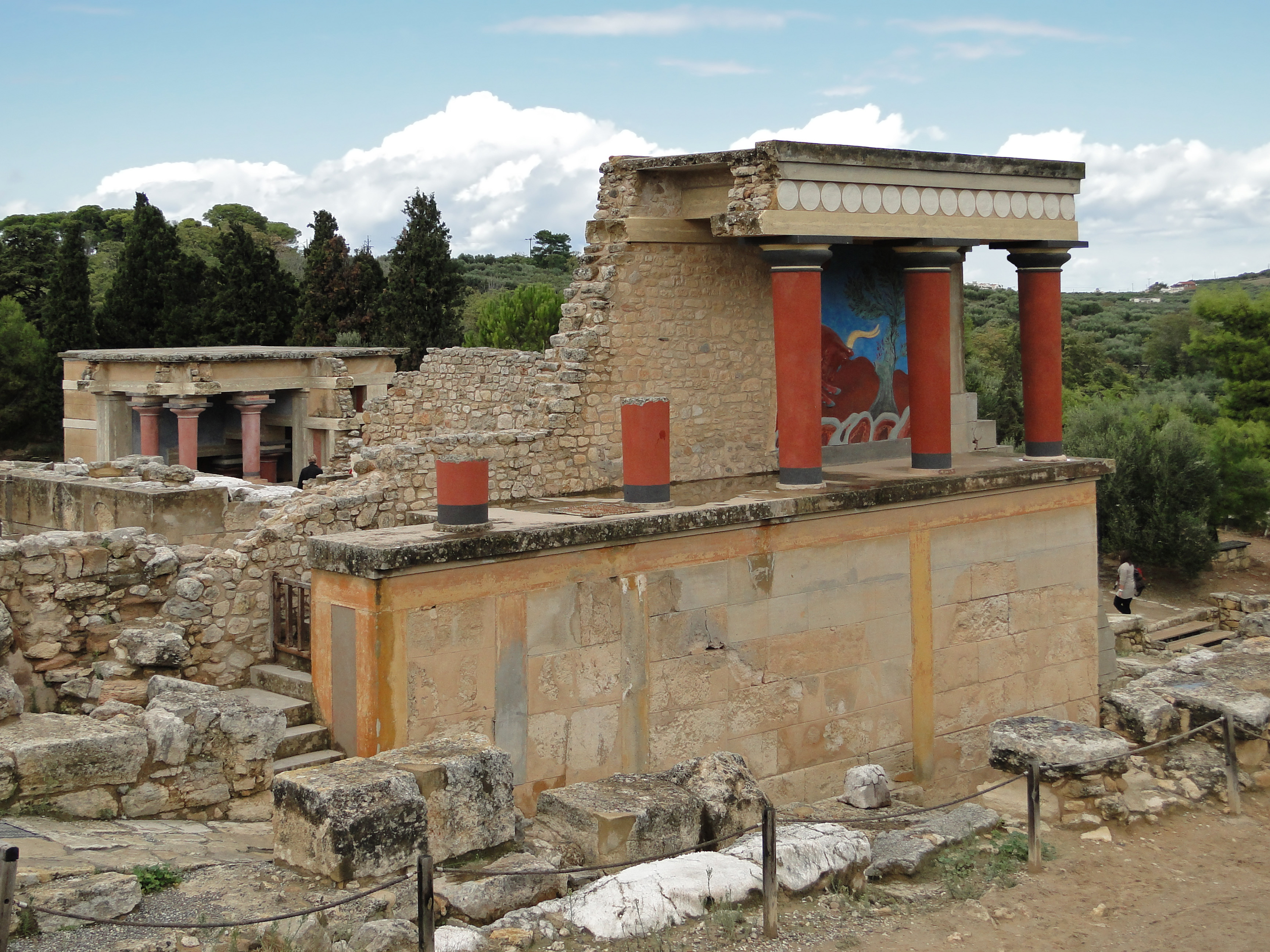
Cnossos - Poarta de Nord

Palate mult mai spectaculoase au fost rapid reconstruite peste ruinele vechilor palate distruse. Este perioada când au fost construite palatele de la Cnossos, Faistos, Malia și Zakros. Orașele mici s-au dezvoltat în apropierea palatelor. Cei morți  erau îngropați în pithoi și larnakes, de-a lungul unor camere tǎiate în piatra și în mormintele subterane tholos.
Continuitatea este manifestatǎ prin agriculturǎ, meșteșug și forme de administrare  reprezentate pe frescele palatului, de la arhitecturǎ și picturǎ la religie și ceremonii pânǎ la elementele de bazǎ ale sistemului palațial, caracterul centralizator și redistributiv al producției, existența unei administrații birocratice și a instrumentului sǎu, scrierea silabicǎ. Suveranii locali ai palatelor de la Cnossos, Faistos sau Kato Zakro dispuneau de serviciile unor scribi specializați care înregistrau inventare de datorii, ofrande sau recesǎminte pe capete de vite.
Inscripțiile "Linearului B" descoperite la Cnossos oferǎ imaginea reconstituirii societǎții și civilizației cretate în faza dominației aheene și asupra  procesului istoric desfǎșurat în prima jumǎtate a mileniului al II-lea î.Hr.. Sistemul de scriere silabicǎ numit de Evans ca "Linearul A" nu a putut fi încǎ descifrat.

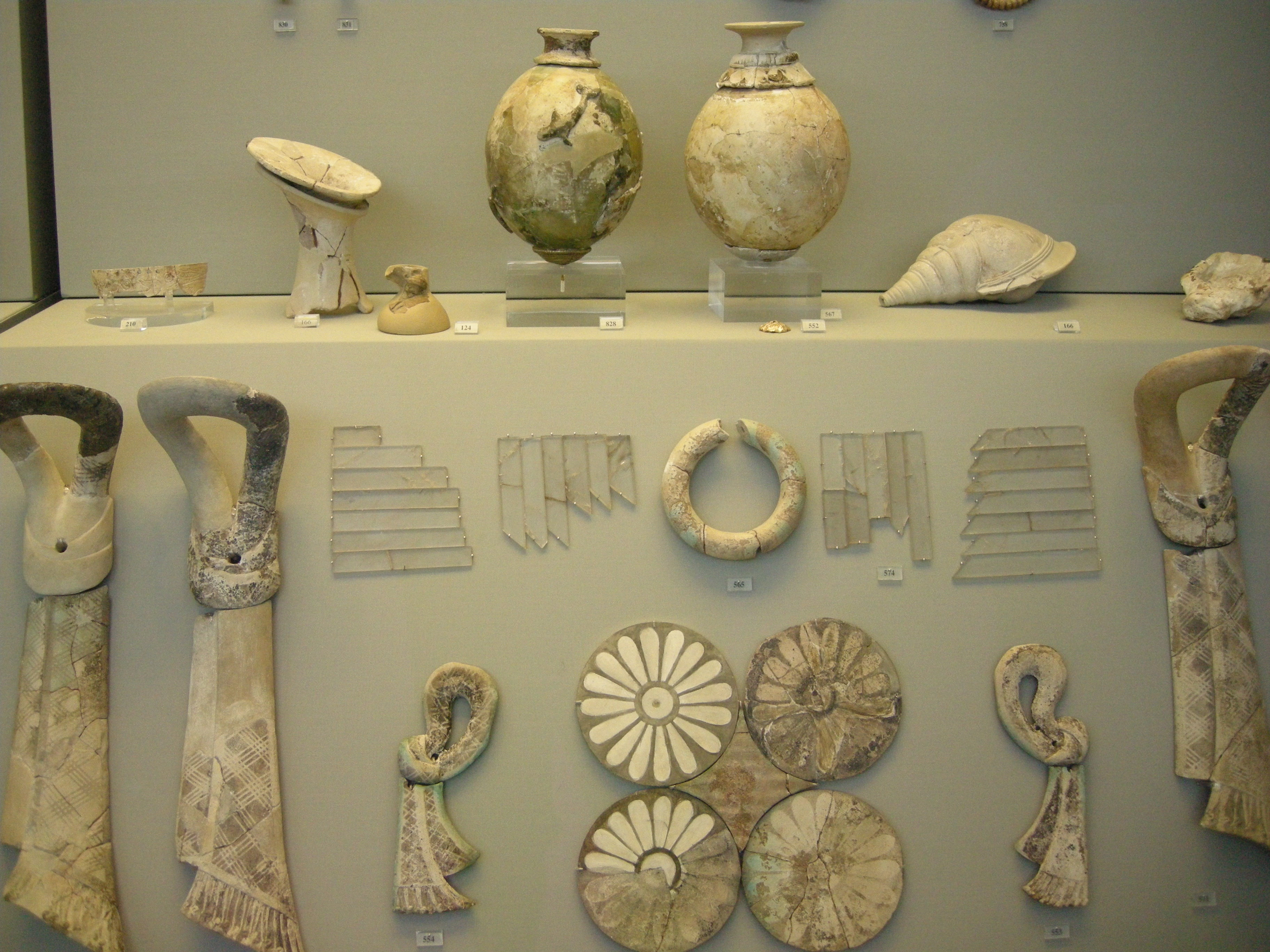
Obiecte din faianta

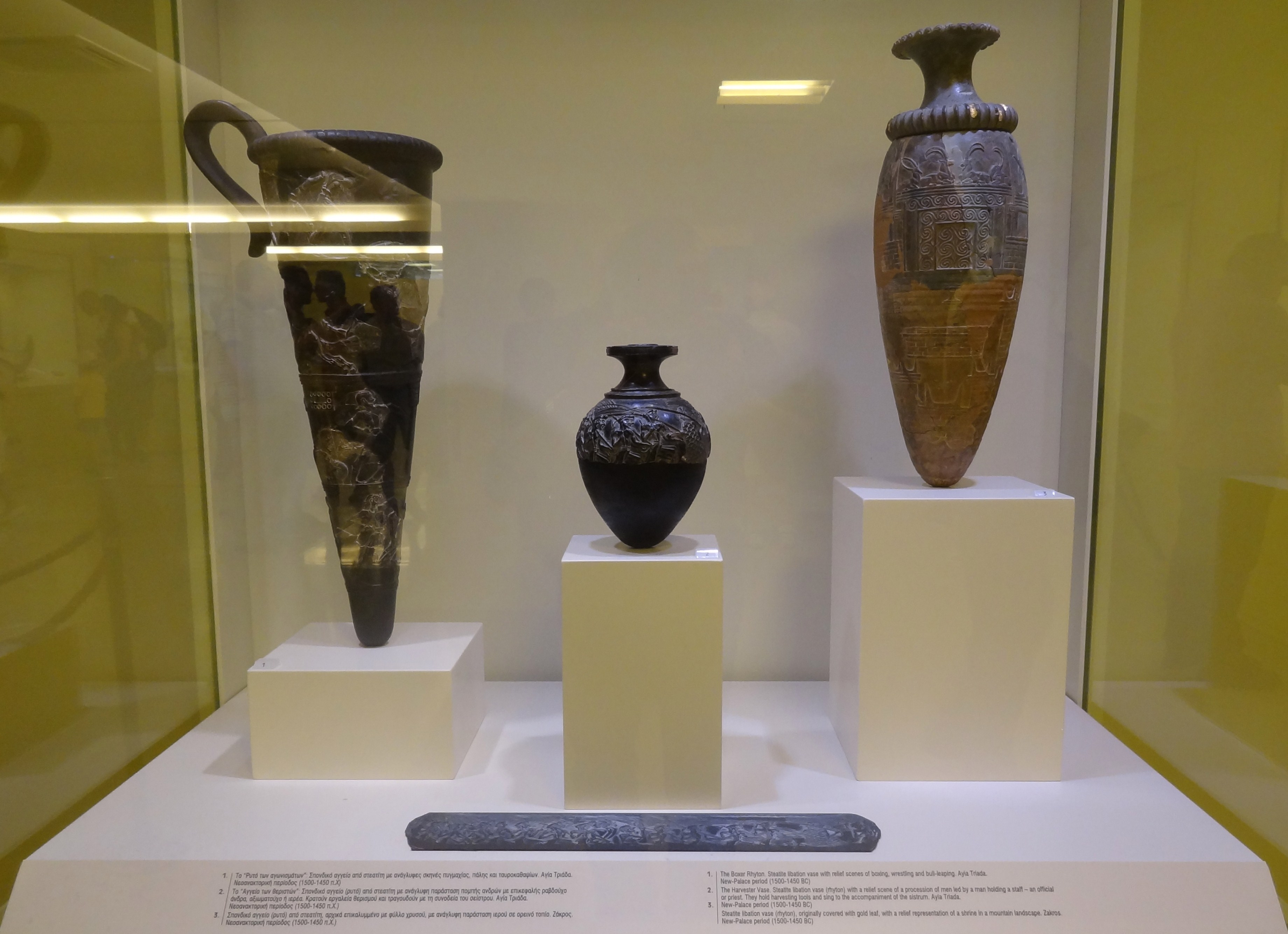
Rython și vase minoice

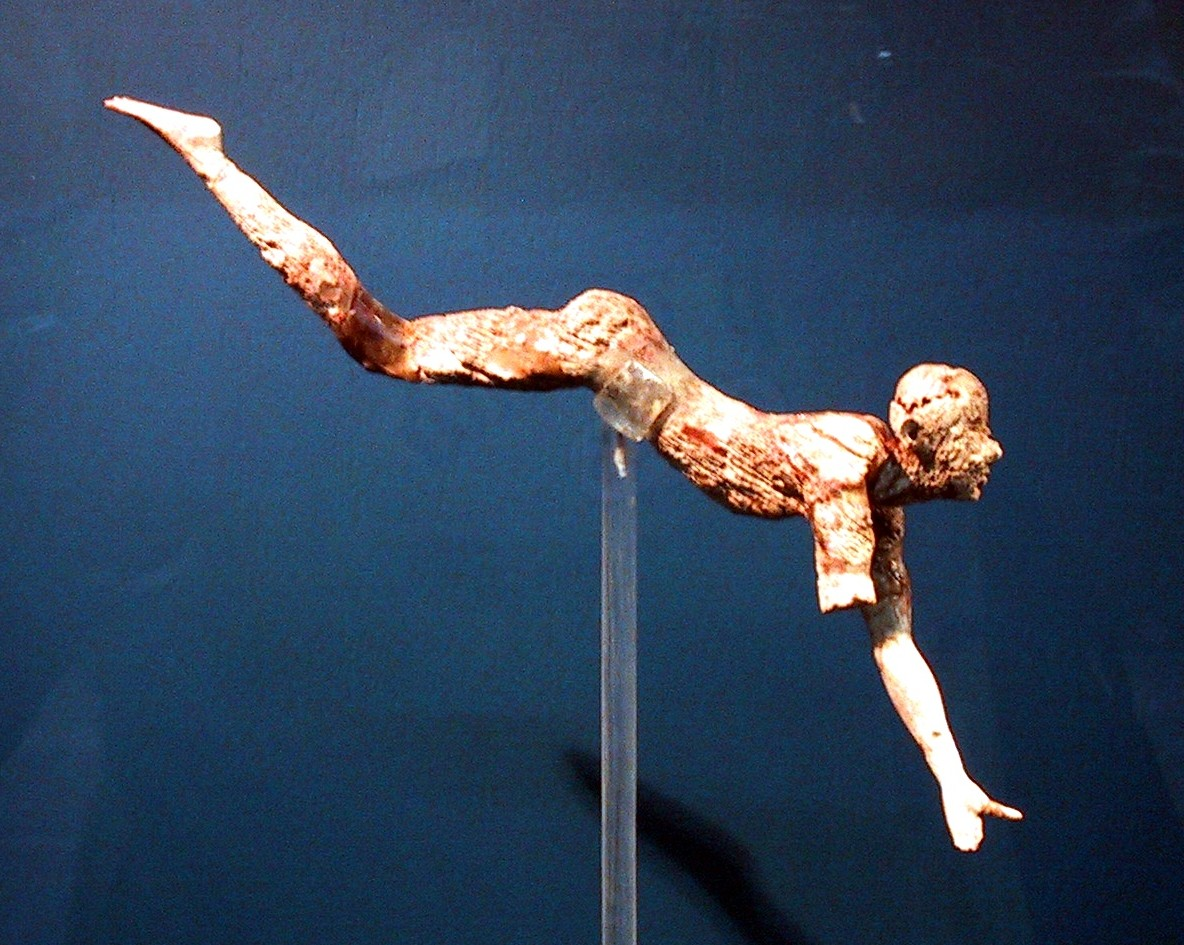
Săritor peste taur

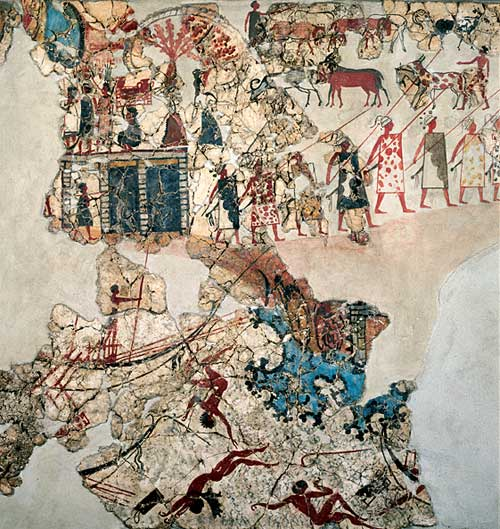
Turme, păstori, războinici, o fântână și un naufragiu reprezentate pe o frescă de la Akrotiri

Pentru prima dată, apar locuințe numite ulterior vile, ce au apărut în mediul rural, și au fost modelate după palatele mari, cu facilități de depozitare, cult și ateliere de lucru. Ele par a fi centre mai mici de putere departe de palate, fiind casele  proprietarilor bogați.
În aceastǎ perioadǎ apar evidențe al unor unitǎți administrative și economice  pe insulǎ, indicând faptul cǎ Creta Minoicǎ se afla la apogeu. Femeile jucau un rol puternic în societate, iar artefactele de aur, sulițele și sigiliile indicǎ cǎ exista o clasă superioară afluentă. Drumurile pavate au fost extinse pentru a conecta palatele și așezǎrile majore, indicând activitǎți de comerț extinse.Inscripțiile  exprimǎ  un contact strâns al Cretei cu Egiptul. În Grecia Continentală, autoritatea regilor locali au avut un aspect dominant războinic, în Creta lipsind însǎ cetǎțile fortificate, cât și mormintele unor șefi militari cu inventar specific. Regimul minoic era mai degrabǎ justițiar  sau sarcerdotal  decât militar.
Practicarea cultelor minoice era polarizată în  sanctuarele naturale (grote, culmi muntoase, pǎduri sacre) și palate, care conțin spații deschise consacrate unor ceremonii și spectacole de caracter ritual, precum concursuri de gimnastică, dansuri, tauromahii etc. 
Aparitia unor simboluri de suveranitate ca securea dublǎ (labrysul) și coarnele de taur stilizate conferau palatelor cretane prestigiu și sacralitate-elemente ce amintesc de legenda regalitǎții justițiare a lui Minos.
Rolul comercial și politic al Cretei în lumea egeeanǎ din prima jumǎtate a mileniului II î.Hr. a fost major. Întemeiatǎ pe câteva elemente de origine diversǎ-abundența uneltelor de bronz și absența cositorului, legendele grecești despre Minos și deducțiile lui Tucidide cu privire la thalassokratia (stǎpânirea) cretanǎ a mǎrilor, prezența obiectelor cretane, în numeroase puncte din mediteranǎ și a cretanilor înșiși în inscripțiile și reprezentările egiptene, ipotezele despre existența unui imperiu cretan maritim  n-au întârziat sǎ aparǎ. Apar obiecte cretane în Sicilia ce dateazǎ din secolele XVI-XV î.en. și în insulele Lipari ori sunt atestate ambasade cretane în Egipt, reprezentate pe frescele din timpul domniei lui Tutmes al III-lea; sau  la Phylakopi din insulele Melos și Thera unde  sunt monumentele minoice care atestǎ o prezențǎ cretanǎ efectivǎ în vreme ce numeroase elemente de civilizație minoicǎ se regǎsesc în Cipru, Cythera sau Rodos, precum și în Ugarit. În Peloponez sau în aria greacǎ continentalǎ, influența cretanǎ este pusǎ la îndoialǎ.
Analiza uneltelor cretane din bronz dovedește cǎ fabricarea acestora nu depindea  de sursele de cositor care ar fi putut implica prezența navigatorilor din Creta în Spania sau în Britania, fapt ce contestǎ  tradiția legendarǎ ; absența unor mǎrturii credibile de unitate politicǎ a insulei; criticǎ raționamentului analogic a lui Tucidide, care și-a imaginat un regat cretan dupǎ modelul dominației maritime a Atenei-toate acestea înlocuiesc certitudinile generaților anterioare.
Influența cretanǎ  a presupus o vastǎ circulație de bunuri, de idei și de oameni, o navigație frecventă și relativ sigură, un comerț activ și un sistem de raporturi stabil instituite, fiind o civilizație deschisǎ spre exterior care era familarizatǎ cu spațiul maritim. Prezența cretanilor ca factor activ în aria mediteraneeanǎ a rǎmas un fapt de neconstestat.
Minoicii dețineau flote puternice ce concurau cu cele ale Greciei Continentale în comerțul maritim. Influența extinsǎ a micenienilor le-a permis acestora sǎ pǎtrunda pe insula. Influența asupra culturii minoice este evidentiață de frescele gǎsite în palatele cretane din Thera, Melos, Kea și Rodos. Ocupația micenianǎ este atestată si  prin intermediul inscripțiilor Linearului B.  

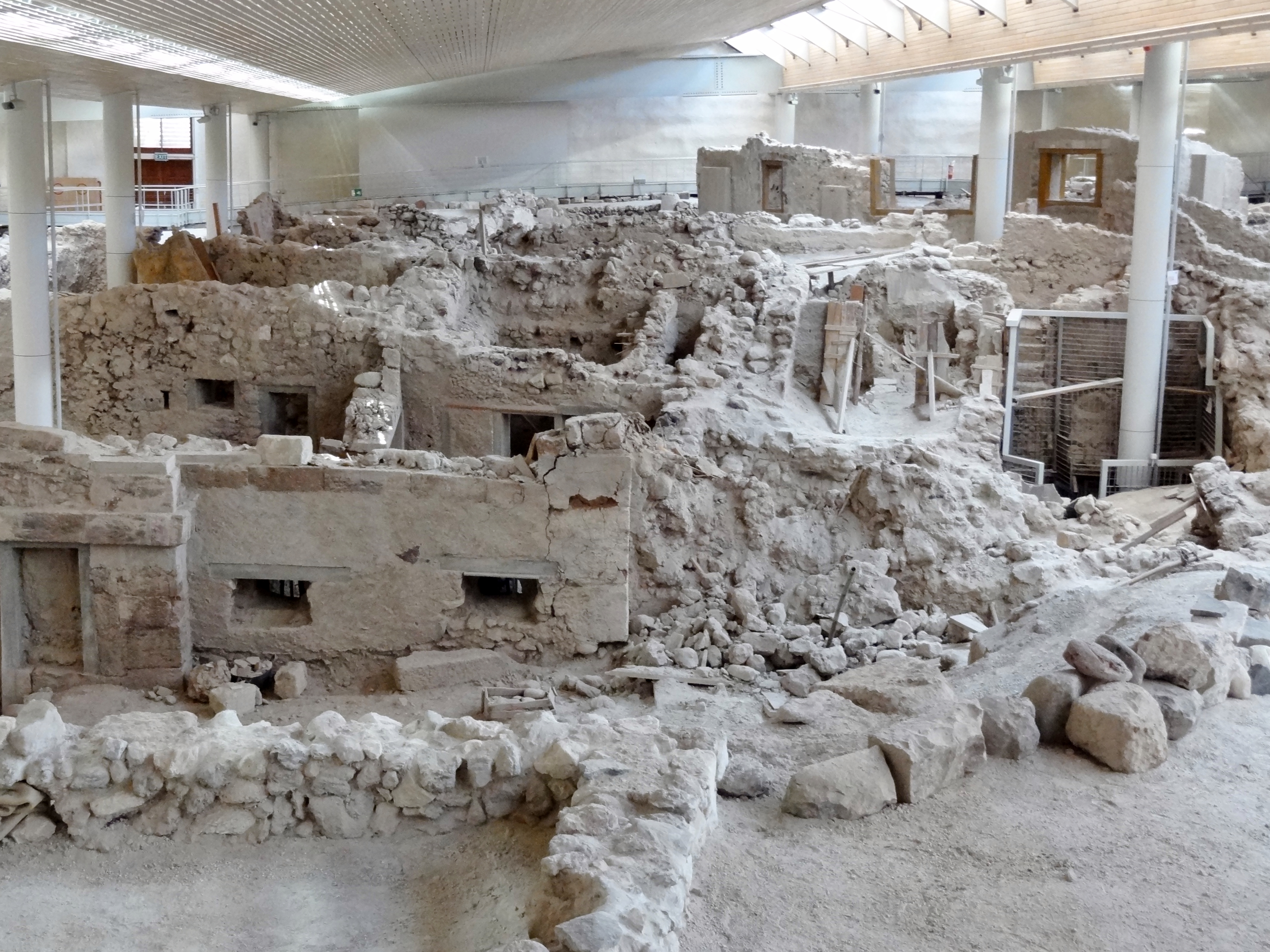
Akrotiri

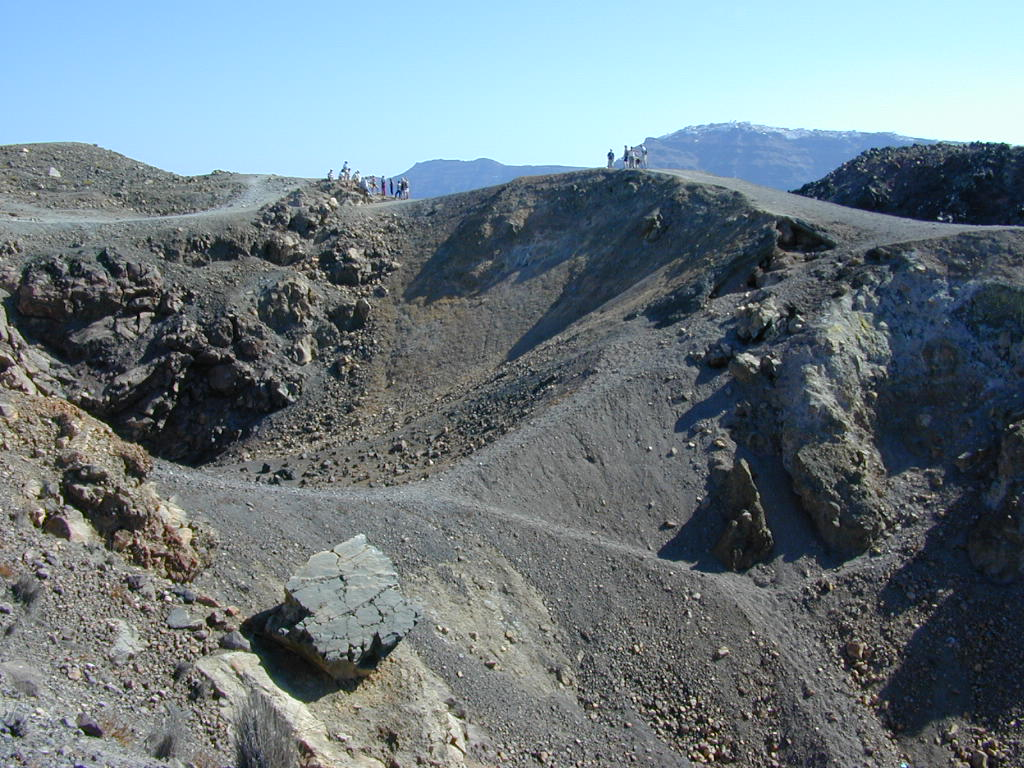
Crater vulcanic din Santorini

Între 1627 și 1600 î.Hr. , vulcanul Thera a erupt în Santorini , distrugând insula și așezările minoice de acolo . Tsunami-ul gigant a distrus orașele de pe coastă , cum ar fi Palaikastro , care a fost complet inundat . Cnossos în sine a fost distrus de un alt cutremur în 1375 î.Hr. . O schimbare culturală clară a început în Creta , în privința arhitecturii , stilului de scris și cultului. Din acest motiv , se crede că declinul civilizației minoice  a fost datorat unei combinații  de cutremure și războaie de conflict cu micenienii din Grecia continentală  sau Egipt ,care și-a extins și dezvoltat comerțul  în Marea Mediterană imediat.
Cu toate acestea , arheologii au ajuns să creadă că motivul căderii civilizației minoice a fost un conflict politic intern . Dovezile  includ  morminte de tip micenian numite " tholos " sau " morminte războinice " . Analiza recentă arată că oamenii îngropați în " morminte războinice " nu proveneau de pe continent , dar s-au născut și și-au trăit viața în Creta , sugerând o tranziție pașnicǎ la societatea micenianǎ și nu o invazie.

### Epoca post-palațialǎ
Odatǎ cu distrugerea palatelor asemănătoare celui de la  Cnossos, puterea maritimǎ din Marea Egee a fost transferată Micenienilor. Deși Cnossos și Faistos rămâneau centre active de influență, nu mai  acționau ca  autoritate centrală a insulei. În timpul perioadei postpalațiale, partea de vest a Cretei a prosperat. Mai multe așezări importante s-au dezvoltat în Kasteli și Chania, în timp ce religia minoică începe să  prezinte influențe din Grecia continentală.
O examinare arheologicǎ indicǎ faptul că în această perioadă, Micene a controlat Creta. Nume heladice ale unor zei precum Zeus încep să apară pe tablete, forme noi se dezvolta în ceramică și apar pentru prima dată mormintele tholos boltite. Tabletele Linearului B, care au fost descoperite în timpul săpăturilor arheologice, au furnizat dovezi mai concrete ale acestei teorii.

## Societate și cultură

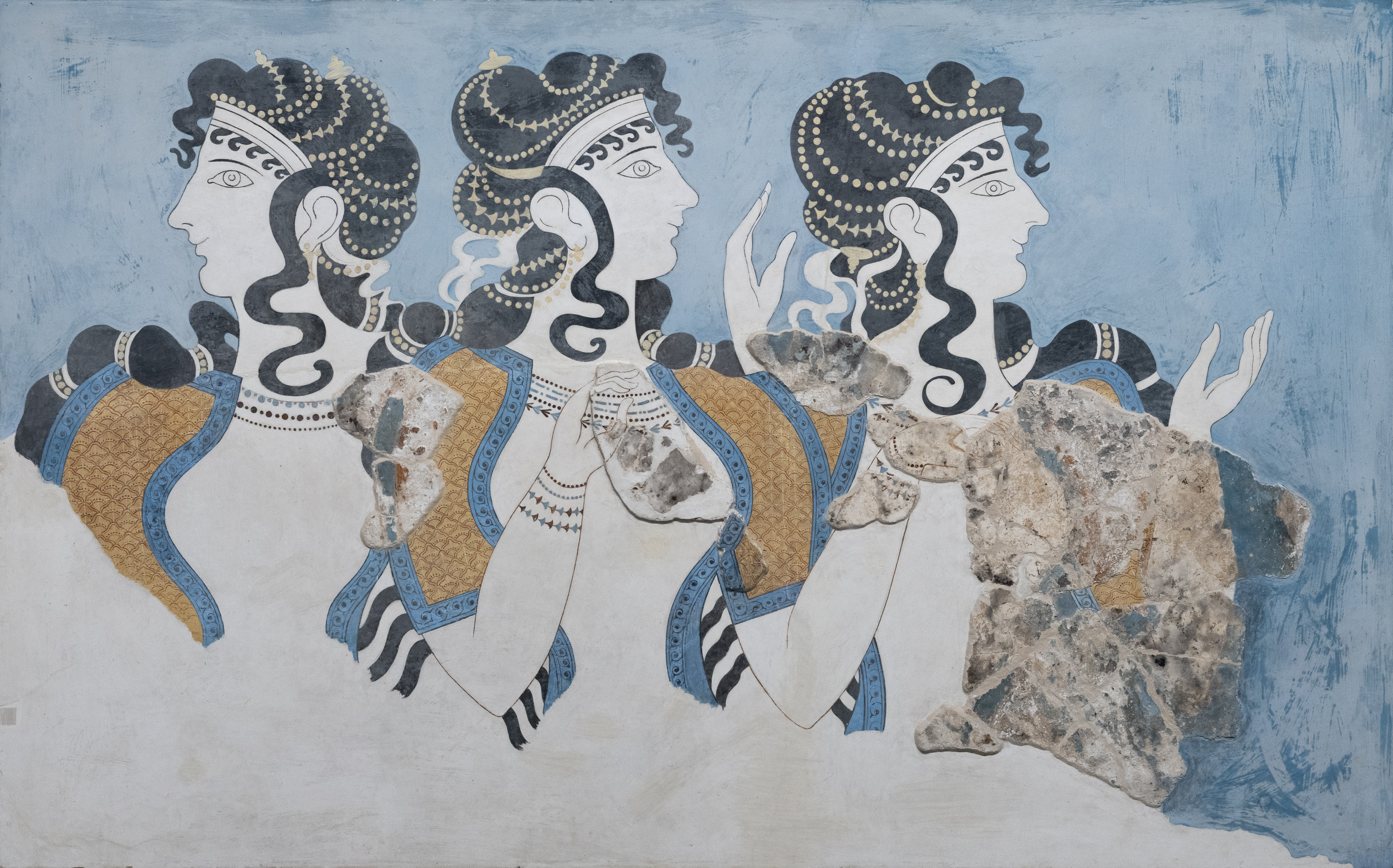
Frescele cu femeile minoice din Cnossos

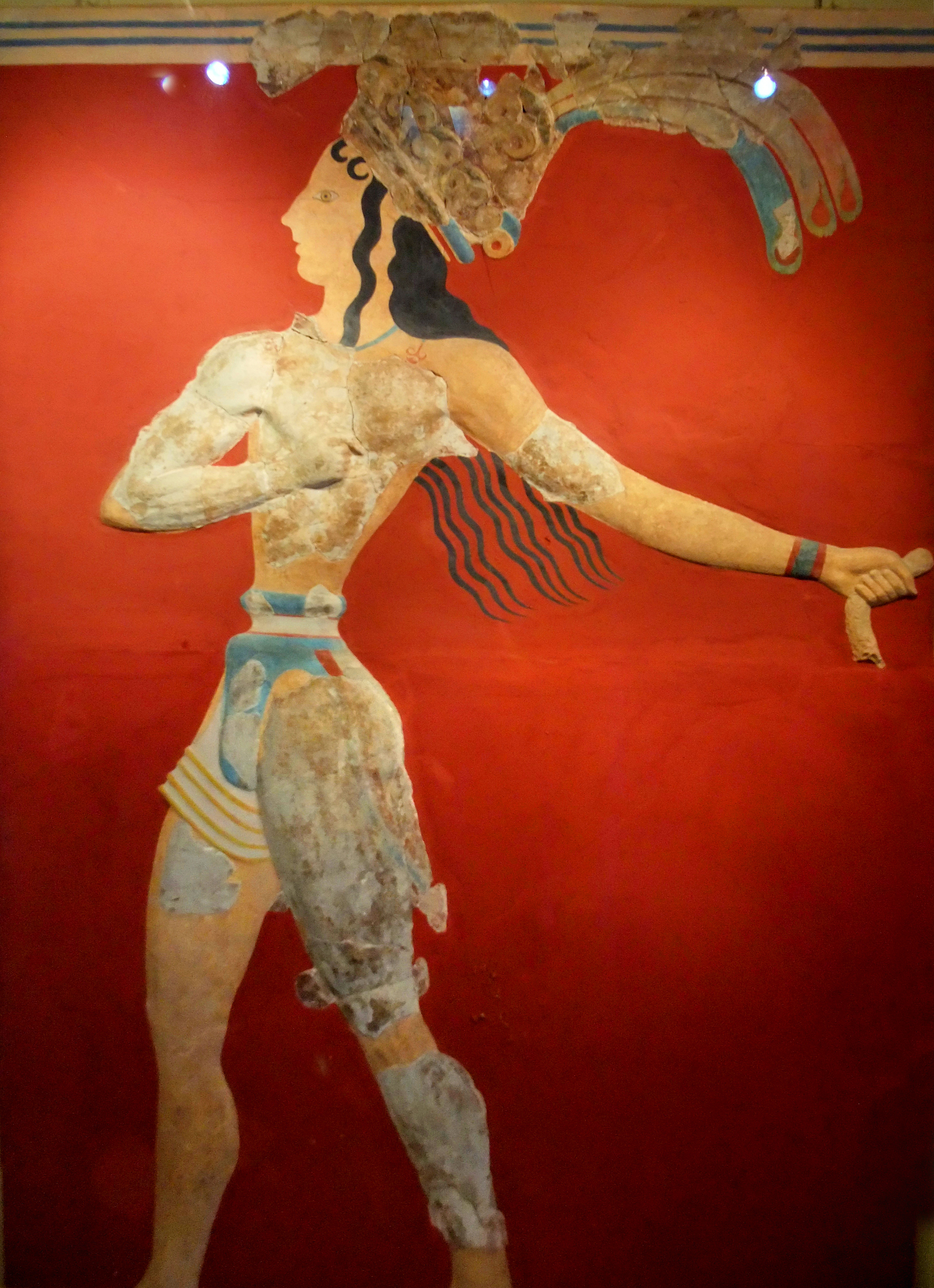
Prinț minoic cu crini și cunună de pene, basorelief minoic din sec. XVI î.Hr

Minoicii au fost navigatori și comercianți profesioniști. Cultura lor, ulterioară anului 1700 î.Hr. încoace arǎta un grad ridicat de organizare. Obiectele de fabricație minoicǎ sugerează că au înființat o rețea comercialǎ cu Grecia  continentală (în special Micene), Cipru, Siria, Anatolia, Egipt, Mesopotamia și până în vest spre coasta Spaniei. Comercializau ceramicǎ, șofran, tămâie și piper, staniu și cupru din Cipru, folosite pentru a produce bronz, dar și produse de lux confecționate din aur și argint. Declinul civilizației minoice și declinul în utilizarea de instrumente din bronz în favoarea uneltelor din fier par să fie corelate.
Minoicii  purtau pânze și kilturi. Femeile purtau robe cu mâneci scurte și fuste cu volane stratificate. Hainele erau deschise la piept pentru a le expune sânii  în timpul ocaziilor festive. Femeile aveau opțiunea de a purta un corset fără bretele montate. Pe haine aveau desenate modele simetrice și geometrice.
Religia minoicǎ se axa pe zeități de sex feminin. Femeile oficializau ritualurile și ceremoniile. Existența statuilor ce reprezintǎ  preotese și frescele care prezentau bărbații și deopotriva femei ce  participau în aceleași sporturi, cum ar fi  săritura peste taur, i-au fǎcut pe  arheologi să concluzioneze că bărbații și femeile erau egali din punct de vedere social. Moștenirea era pe linie maternă. Pe fresce, culoarea poate distinge sexul personajelor: pielea bărbaților era pictatǎ într-o culoare  brun-roșcatǎ, iar la femei pielea era pictatǎ în alb.
Concentrarea bogăției a jucat un rol important în structura societății. Construcțiile cu multi-camere au fost descoperite chiar și în zonele sărace ale orașului, dezvăluind o egalitate socială și un sistem de  distribuție egalǎ a bogăției.

## Limba și scrisul

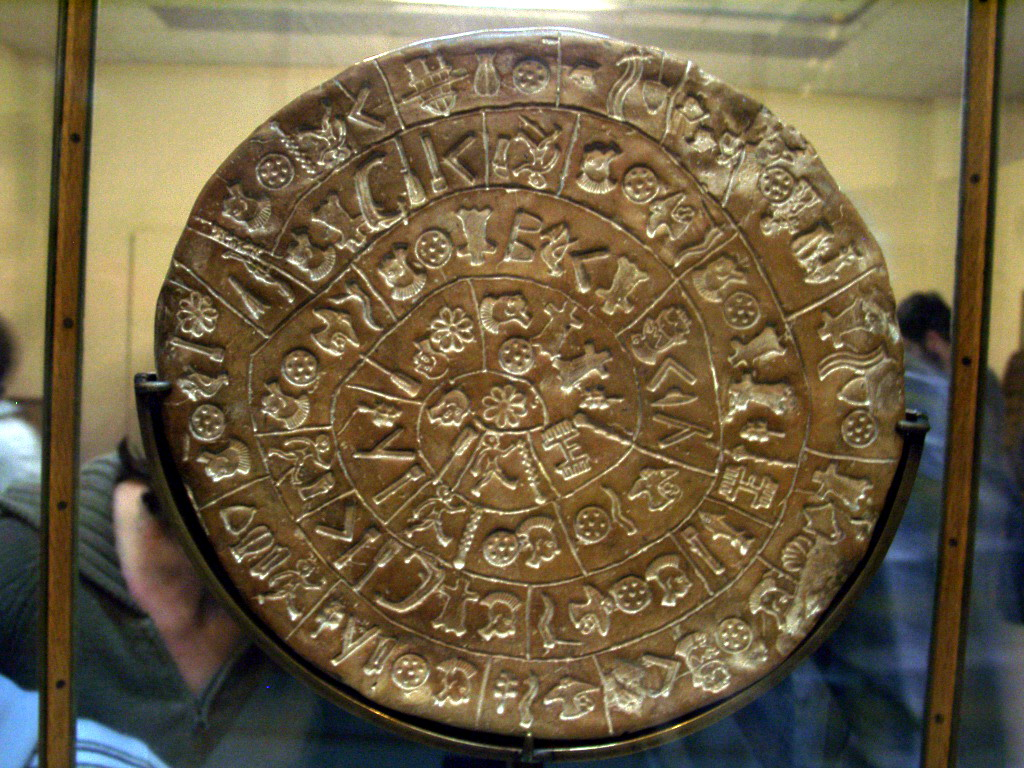
Discul de la Phaistos din lut ars și imprimat cu hieroglife minoice datând din sec. XVII î.Hr.

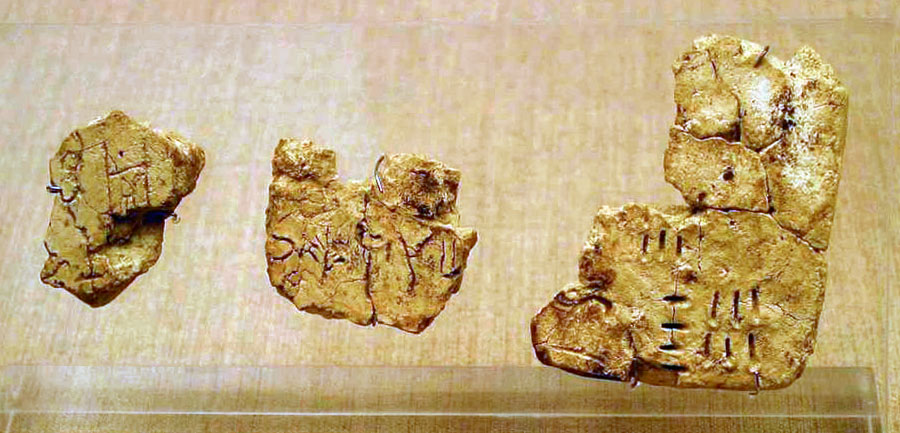
Linearul A

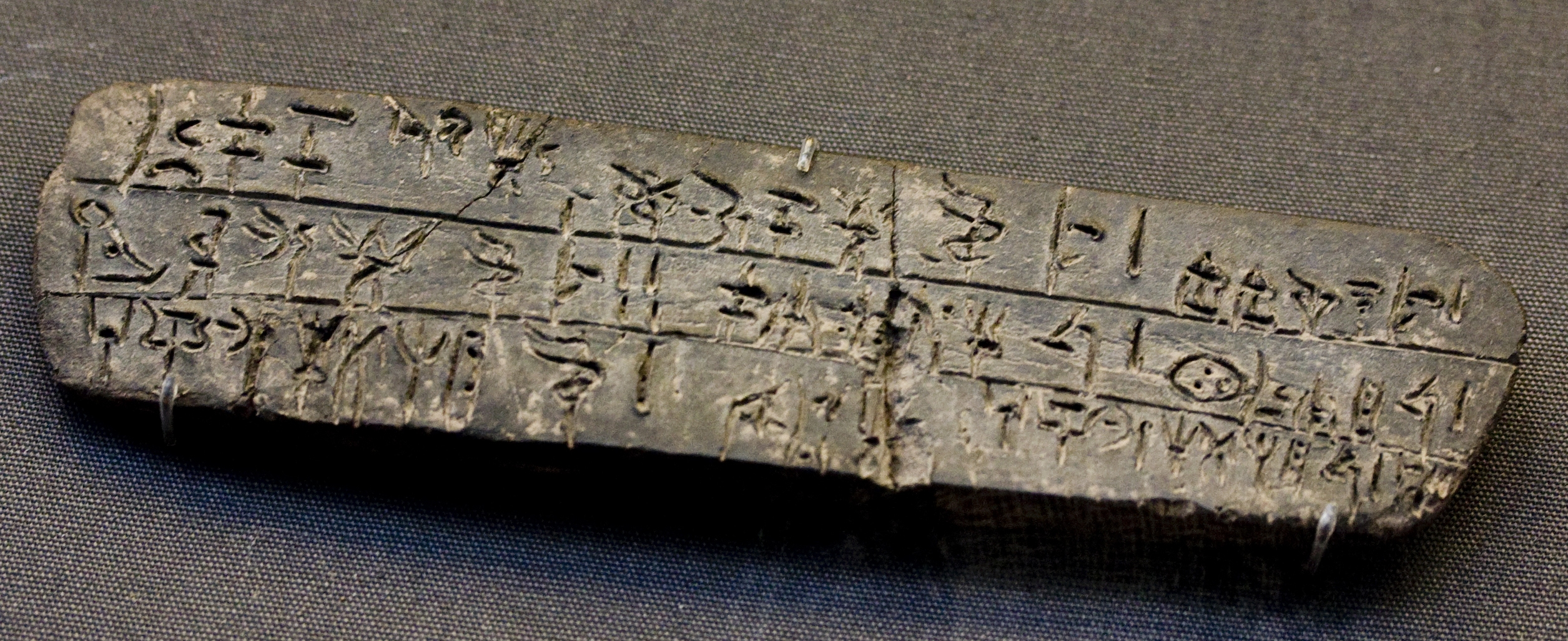
Linearul B

Cunoștințele despre limba vorbită și scrisă a minoicilor sunt insuficiente și limitate, din cauza numărului mic de înregistrǎri gǎsite. Tăblițe de lut datând din jurul anului 3000 î.en au fost găsite cu diverse inscripții cretane,  ce atestǎ utilizarea lor chiar dinainte. Pe două căni de lut din Cnossos s-au gǎsit resturi de cerneală. În Mesopotamia  s-au gǎsit călimăre minoice cu forme zoomorfe.
Limba minoica este numită și "limba eteocretanǎ" , dar aceasta confundă limbajul scris din Linearul A  cu limbajul euboean scris , derivat din alfabetul grecesc din Epoca Întunecatǎ. Deși, limba eteocretanǎ este consideratǎ a fi limba descendentǎ a limbii minoice, nu există dovezi arheologice suficiente pentru a permite concluzii.
Cea mai veche scriere găsitǎ în Creta este cretana hieroglificǎ. Nu se știe dacă această limbă era minoicǎ, dar originea sa este încă un subiect de dezbatere. Hieroglifele sunt adesea asociate cu cele egiptene, dar sunt similare și cu tipurile de scriere din regiunea Mesopotamiei. Hieroglifele au intrat în uz din perioada Veche, fiind utilizate în același timp cu Linearul A dezvoltat din secolul al XVIII-lea î.Hr. Hieroglifele au  dispărut la un moment dat în timpul secolului al XVII-lea î.Hr.
În perioada micenianǎ, Linearul A fost înlocuit de Linearul B, înregistrând o versiune foarte arhaicǎ al limbii grecești . Linearul B a fost descifrat cu succes de către Michael Ventris în 1952, dar scrierile anterioare rămân încǎ nedescifrate. Pe inscripțile Linearului B  sunt consemnate stocurile de produse și obiecte religioase asociate cu un anume cult. Fiindcǎ cele mai multe dintre aceste inscripții sunt înregistrări economice concise , traducerea limbii minoice rămâne o provocare.
Inscripțiile acestora în linearul B sunt similare primelor scrieri în limba greacă, ceea ce a susținut prezumția că la vremea aceea Creta căzuse sub ocupația războinicilor veniți din peninsula Pelopones (Grecia), ca aheii sau micenienii.

## Arta
Colecția de artă minoicǎ se aflǎ în muzeul de la Heraklion, în apropiere de Cnossos, pe litoralul nordic al Cretei. Prin intermediul resturilor de ceramicǎ ale culturii materiale,  arheologii au definit cele trei faze ale culturii minoice (EM, MM, LM).
Cum obiectele din lemn și textile au dispărut prin descompunere, cele mai bine conservate urme ale artei minoice care au supraviețuit sunt obiectele din ceramicǎ, palatele din piatrǎ cu fresce și sculpturile din piatră.
Pe fresce, femeile erau reprezentate cu piele palidǎ, iar bǎrbații cu piele bronzatǎ sau roșie - li se spuneau și Foinikes.

## Arhitectura
Orașele minoice erau conectate cu drumuri pavate cu  blocuri de piatrǎ tăiate cu ferăstraie de bronz . Străzile erau drenate și facilități de apă și canalizare au fost disponibile clasei superioare prin conductele de lut.
Clǎdirile minoice aveau acoperișuri plate din gresie, ipsos  sau lemn și pardoseli cu lespede de piatră. De obicei, pereții mai mici erau construiți din piatră și moloz , iar zidurile superioare erau construite din cărămizi de lut uscate la soare. 
Materialele utilizate în construcția  vilelor și palatelor variau, incluzând gresie, gips  sau calcar. În egală măsură, tehnicile de construcție variau între diferite construcții, la unele palate se utiliza piatra cioplitǎ, în timp ce la altele se utilizau blocuri megalitice parțial cioplite.

### Palatele

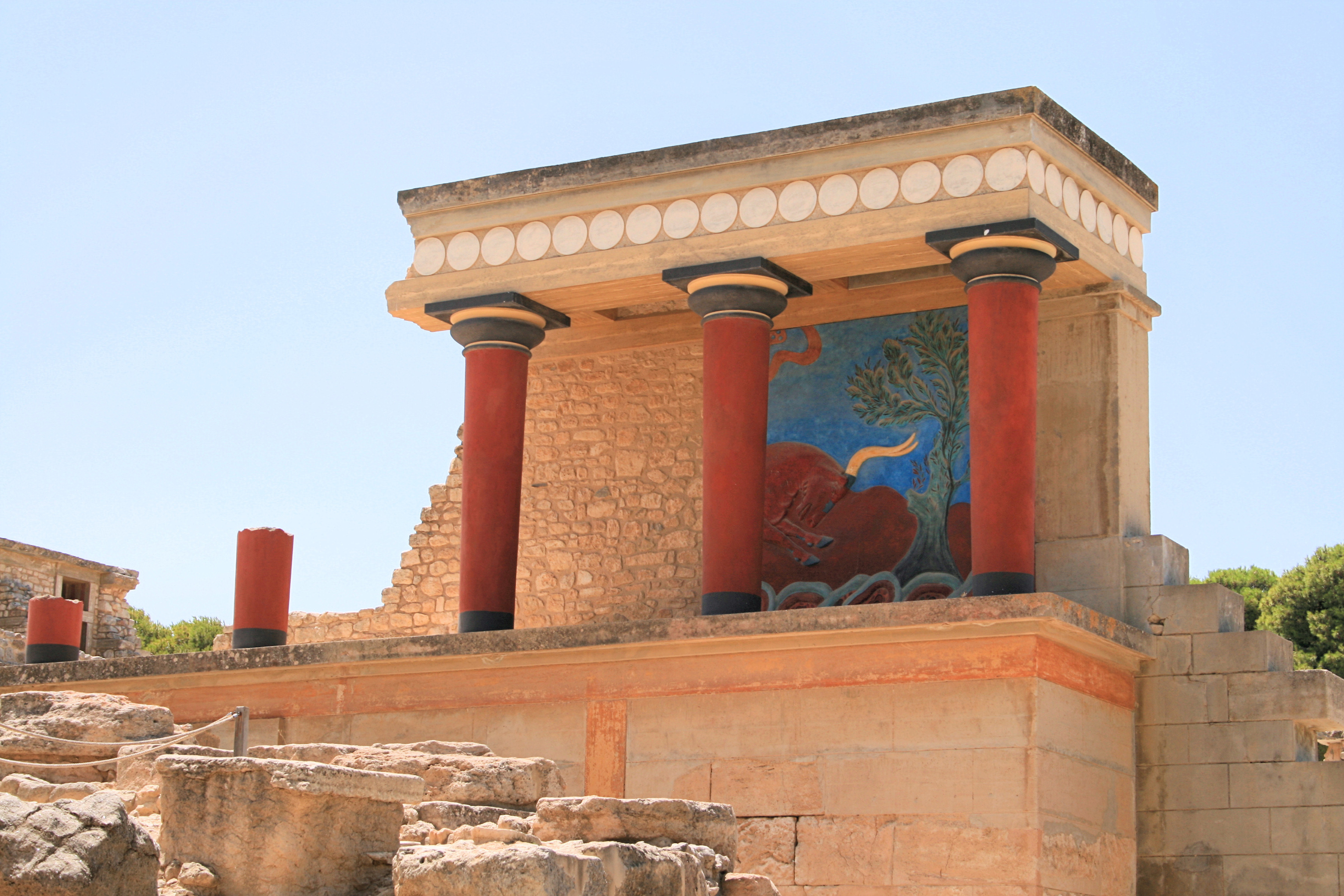
Cnossos

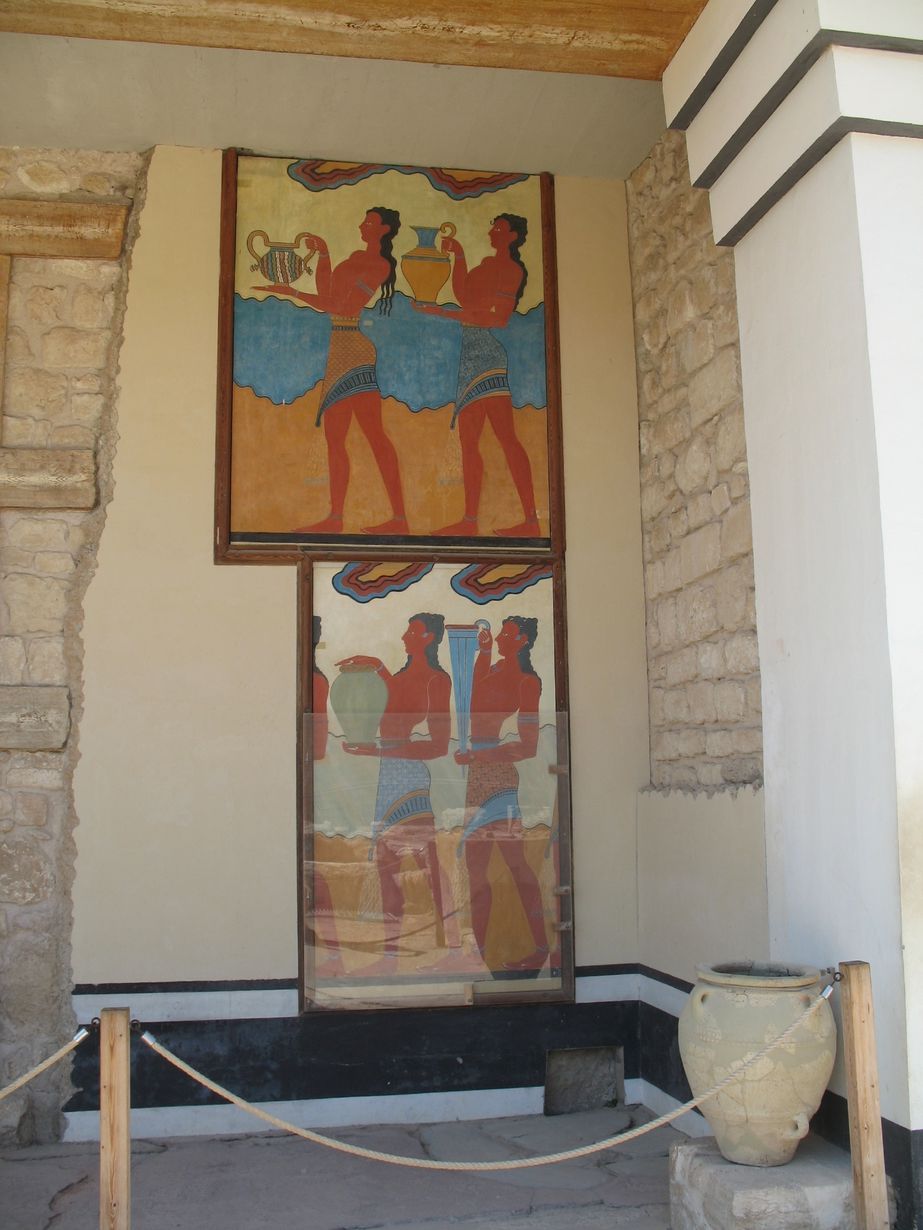
Fresce

Primele palate au fost construite la sfârșitul perioadei timpurii, cam în al treilea mileniu î.Hr. Principalele palate vechi erau cele din Cnossos, Malia și Phaistos. Cel mai important palat din Creta a fost cel de la Cnossos, cu aripi care aveau între douǎ și patru etaje.
Palatele îndeplineau o serie de funcții: ele serveau drept centre de guvernare, birouri administrative, altare, ateliere de lucru și spații de depozitare (pentru cereale). Ele erau  construite pe  dealuri joase în locuri strategice din jurul insulei într-un mod atât de complex  încât semănau cu labirinturi pentru vizitatorii din afara. Palatelor minoice erau avansate tehnologic, fiind dotate cu  sisteme extinse de scurgere, irigare, apeducte și puțuri de mare adâncime care ofereau  apă proaspătă locuitorilor.
Palatele minoice erau orientate de la nord la sud și erau nefortificate, nefiind înconjurate de ziduri înalte, deși fortificații mici au fost descoperite în multe părți ale Cretei. Aveau un plan uniform și simetric. Erau complexe, alcătuite din mai multe aripi de camere mici. Aripile lor extinse în cele patru direcții cardinale conțineau numeroase încǎperi care formau un labirint, grupate în jurul unei curți interioare dreptunghiulare și dotate cu un sistem de canalizare avansat pentru acele vremuri.
În afară de sala centrală existau alte sǎli suficient de mari pentru a găzdui diverse evenimente, unele fiind și dedicate teatrului.
Aripa de vest a palatelor era consideratǎ  un spațiu sacru. Includeau  magazii de depozitare și sǎli de arhive ce demonstrau importanța comerțului. Aripa de est cuprindea  diferite ateliere de lucru.
Palatele aveau mai multe etaje, cu scări mari, fântâni  și sisteme de apă cu conducte din lut  și canalizare.
Mai multe camere conțin fresce care oferă  informații cu privire la viața minoicilor. Intrările palatului erau deosebit de elaborate. Ei foloseau adesea polythyra, un sistem de uși stabilite una lângă cealalta . Acestea, combinate cu mai multe coloane și scări impunătoare, exprimau o autoritate estetica impunatoare a regelui local ce locuia la palat.   
Piatra era  utilizatã la scară largă în construcția palatelor. Zidurile de piatră erau tencuite și decorate cu fresce (picturi murale). Alte materiale folosite la construcția de palate incluse erau alabastru și lemn.
Camerele palatului erau încălzite în zilele reci de iarnă prin intermediul  vetrelor de foc cu lemne   pe podea. Doar un singur cămin închis a fost găsit până în prezent, în sala tronului de la Cnossos.
Ferestrele palatului nu aveau geamuri, minoicii neavând tehnologia necesară pentru a produce panouri de sticlă. Cu toate acestea, s-au descoperit  ferestre din foi subțiri de alabastru.
Nu în cele din urmă, este important de menționat o caracteristică impresionantă a palatelor minoice: sistemele lor celebre, vechi de patru mii de ani de scurgere a apei. Acestea erau  structuri de piatrǎ ce transportau apa.   
Conductele de lut  si canalele de scurgere a apei de ploaie transportau apa în  afara palatelor, pentru a elimina riscul de inundații. Conductele de lut erau  montate pentru a  distribui apă potabilă curată de-a lungul palatului. Apa  era transportata prin conducte de la izvoarele depărtate, de-a lungul unor apeducte extinse din piatră.

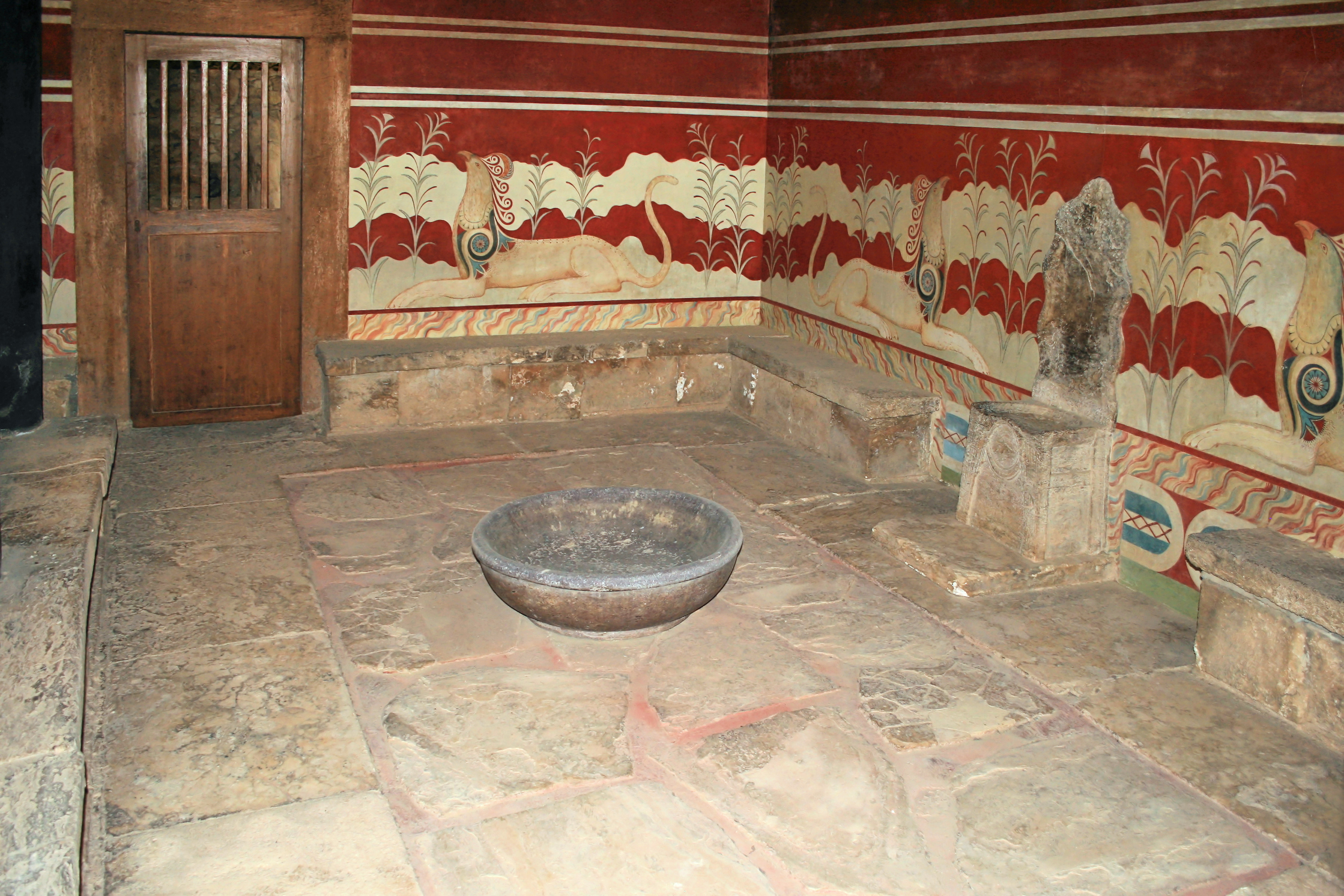
Sala Tronului
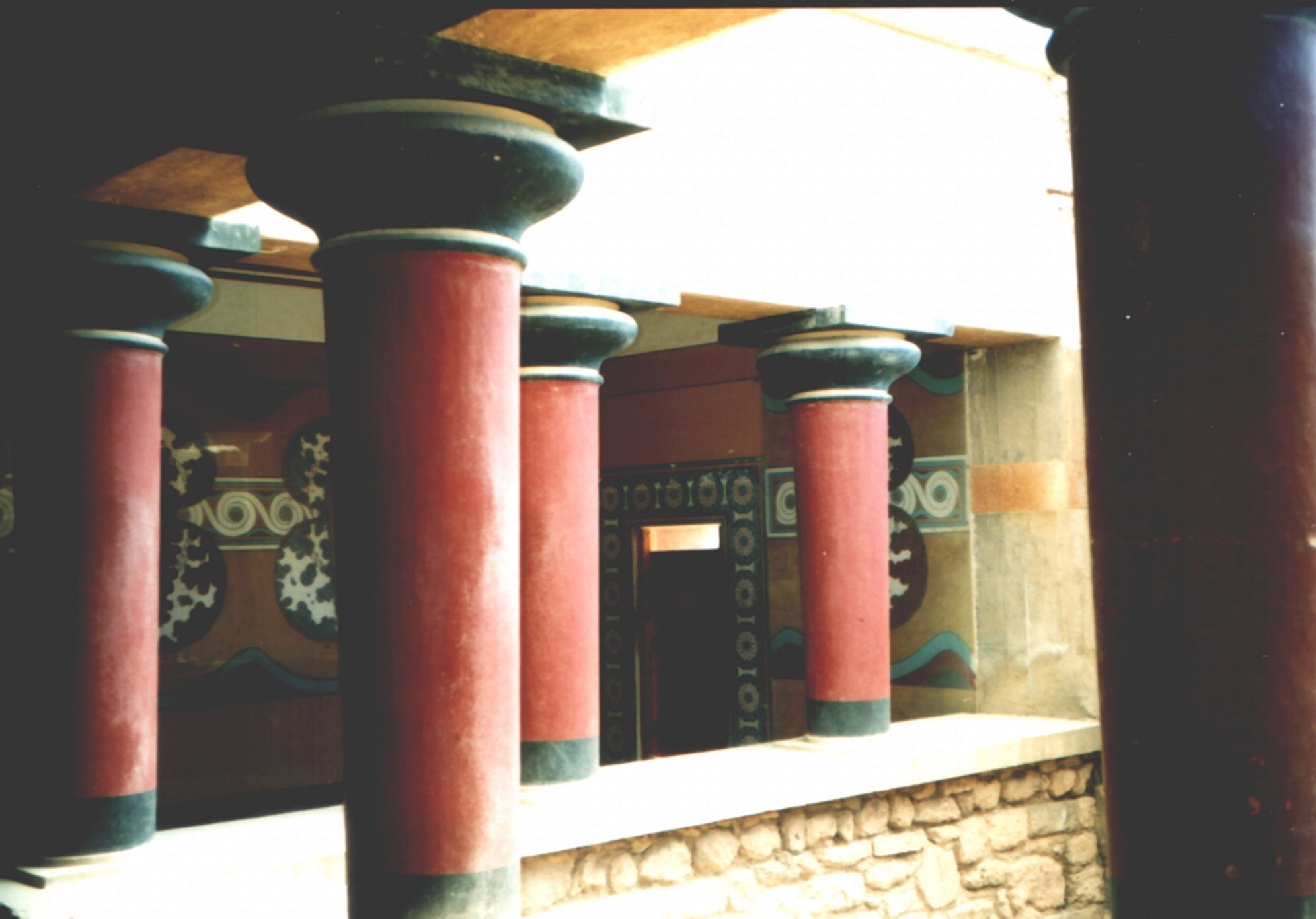
Sala securilor duble
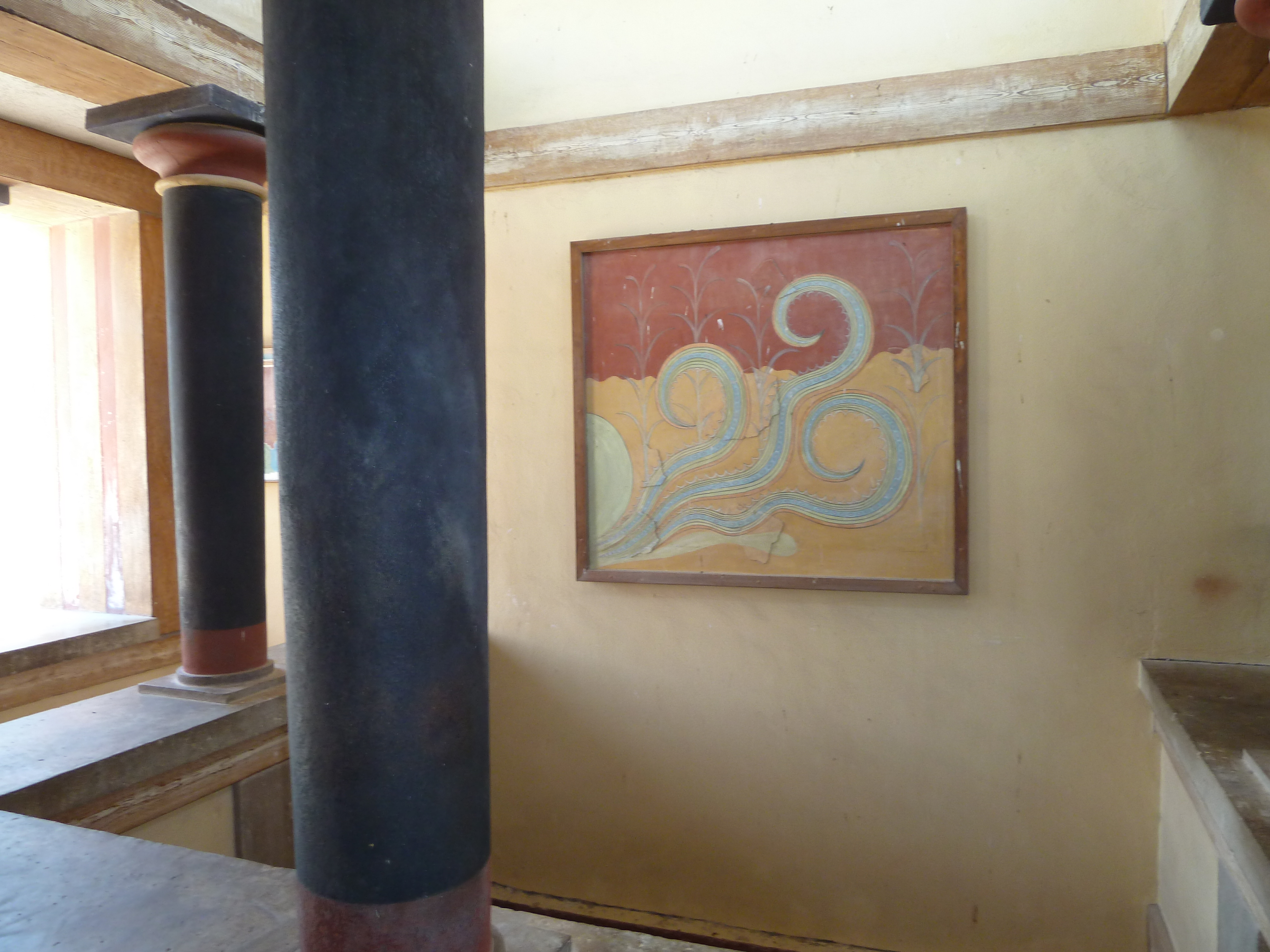
Frescă
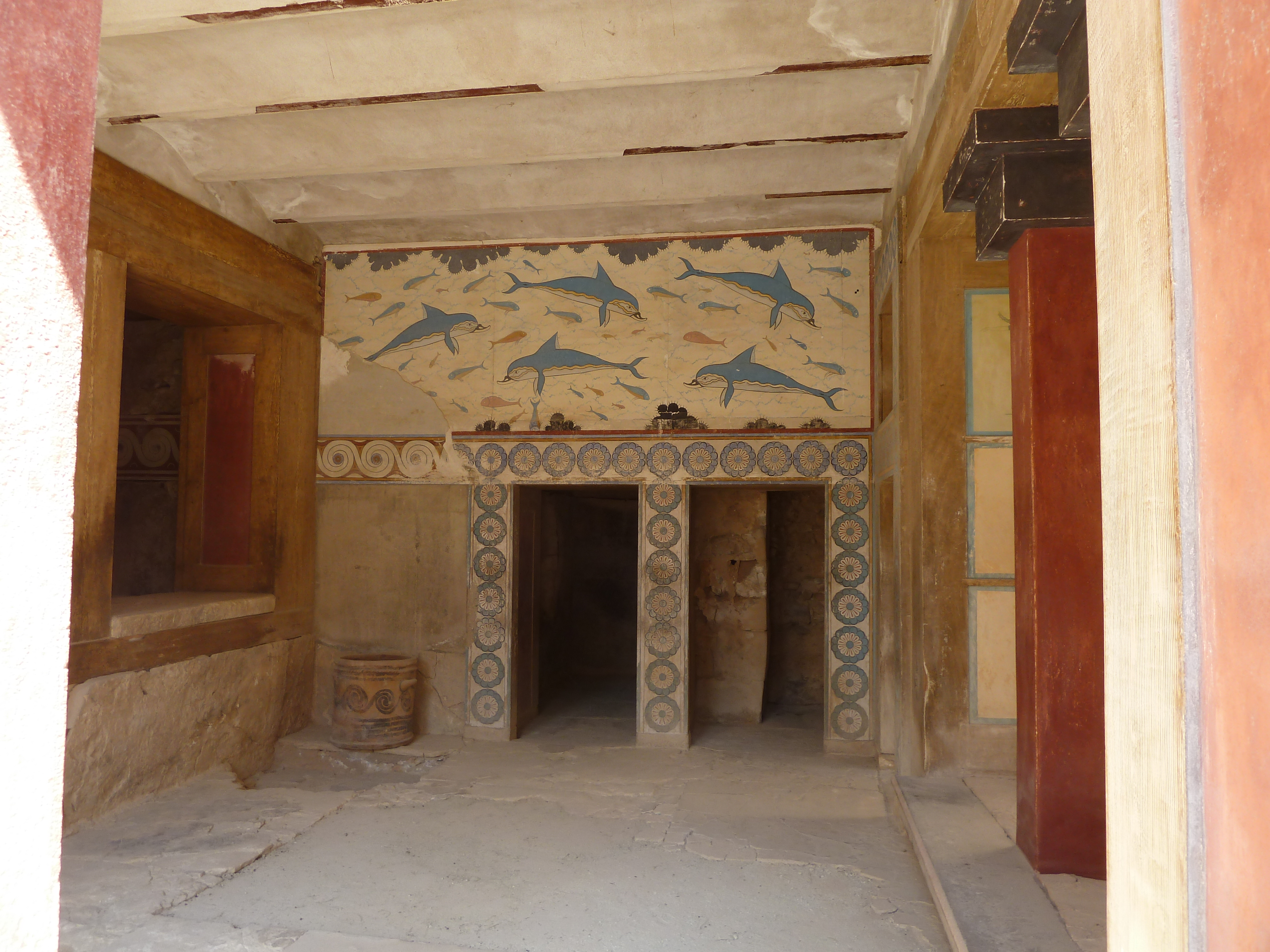
Sala tronului reginei
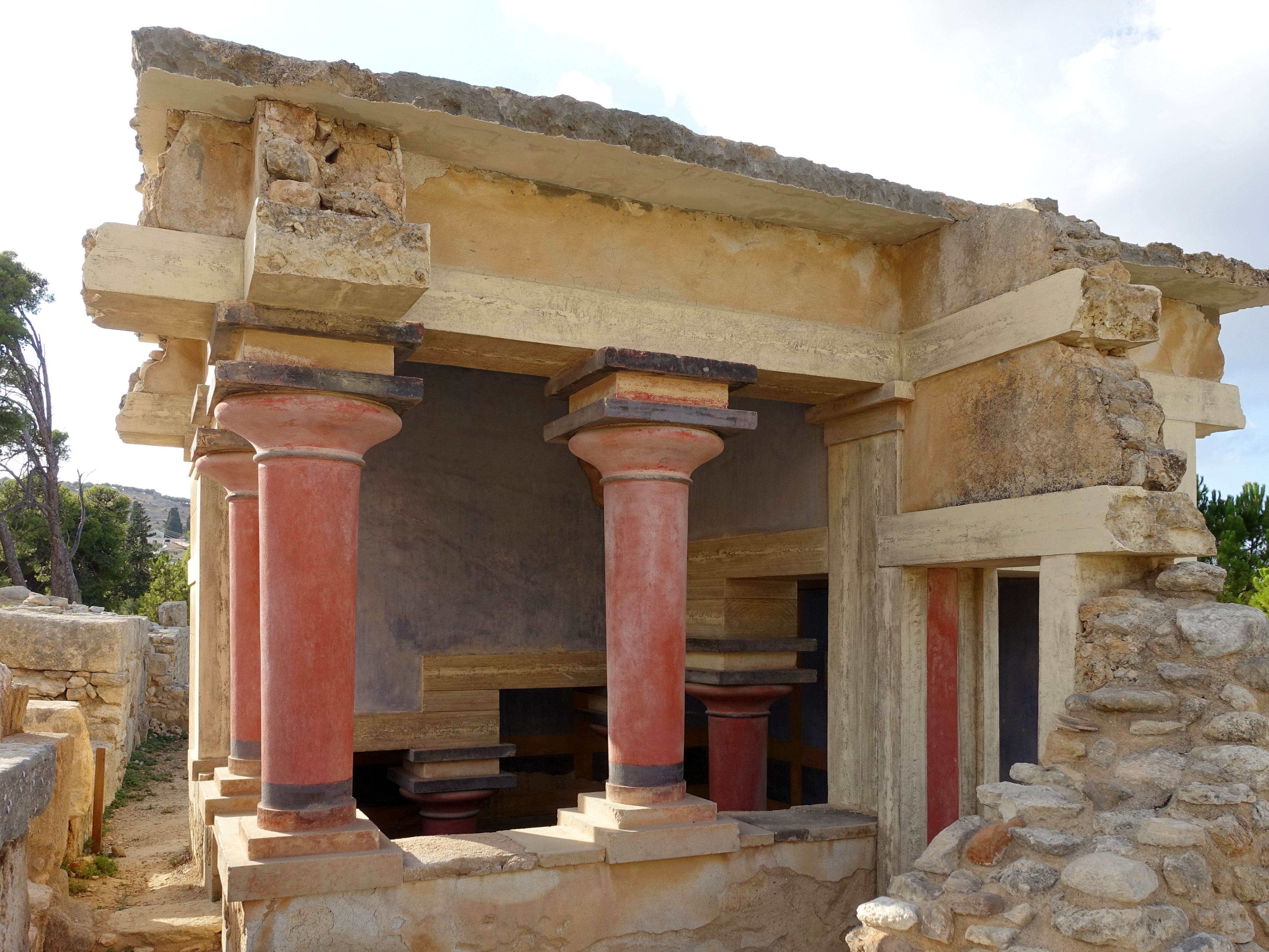
Lustralul de nord
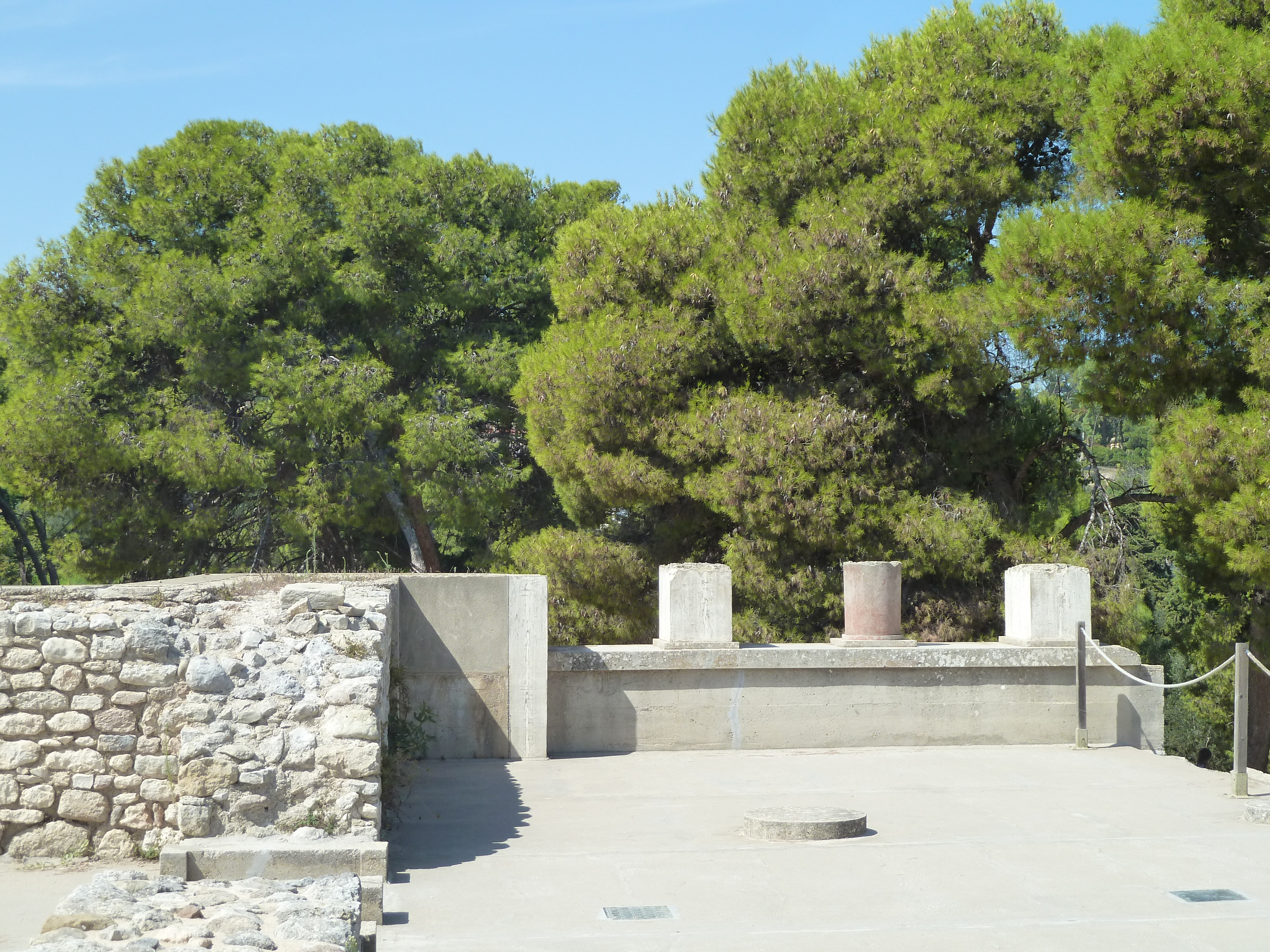
Sanctuarul

## Ceramica

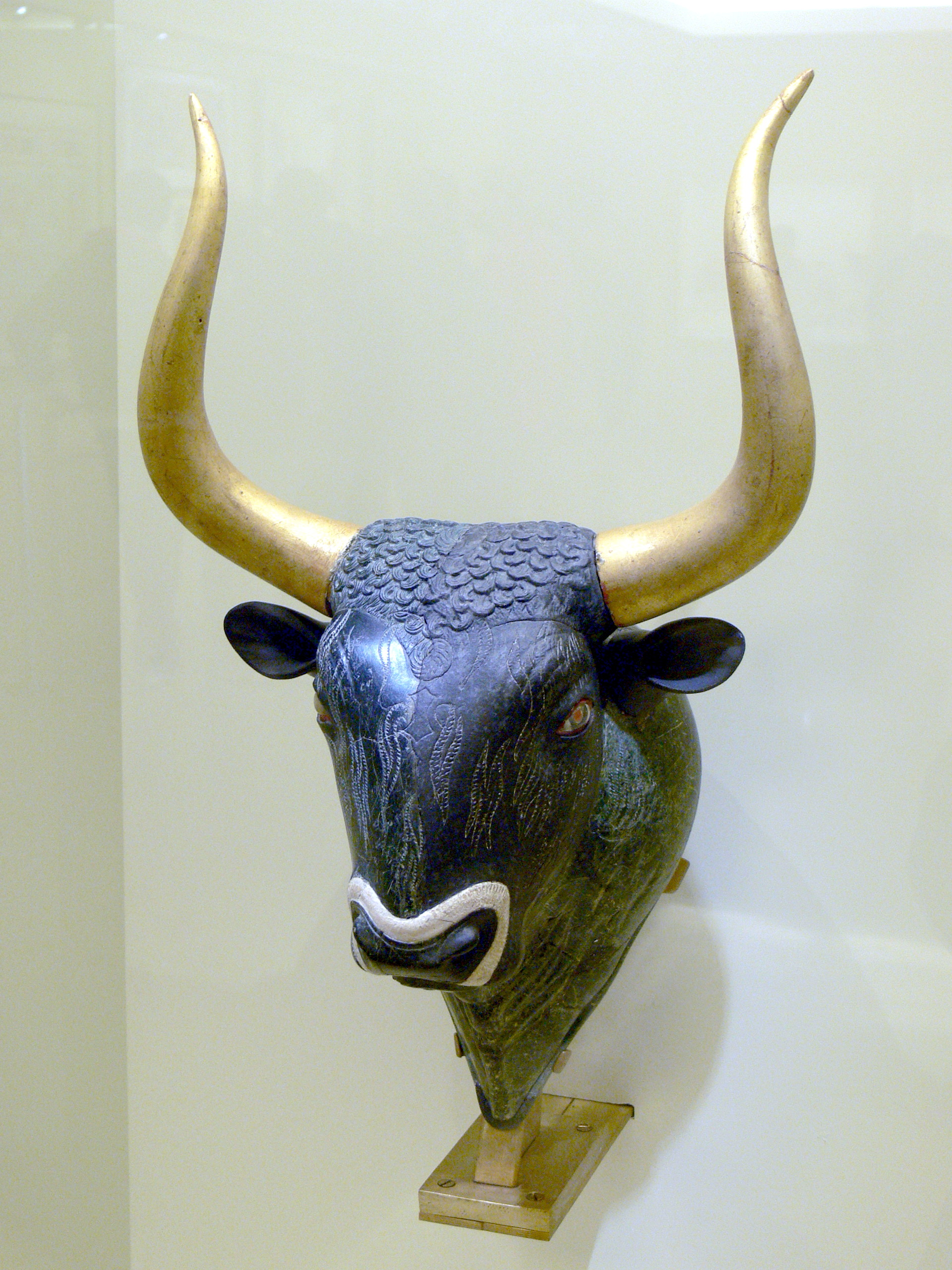
Vas minoic pentru ofrande in forma unui cap de taur

La început, cultura de ceramicǎ a fost caracterizatǎ prin modele liniare, spirale, triunghiuri, linii curbe, cruci, motive cu schelete de pește etc. În perioada mijlocie, modele naturaliste, cum ar fi peștele, calmarul, păsările și crinii erau comune. În perioada târzie, florile și animalele au fost în continuare cele mai caracteristice, dar variabilitatea a crescut. „Stilul palat/palațial” al regiunii din jurul Cnossos-ului este caracterizată printr-o simplificare geometricā  de forme naturaliste și picturi monocromatice. Notabile sunt asemănările dintre perioada minoicǎ târzie și arta miceniană. Frescele au fost principala formă de artă în aceste timpuri ale culturii minoice.

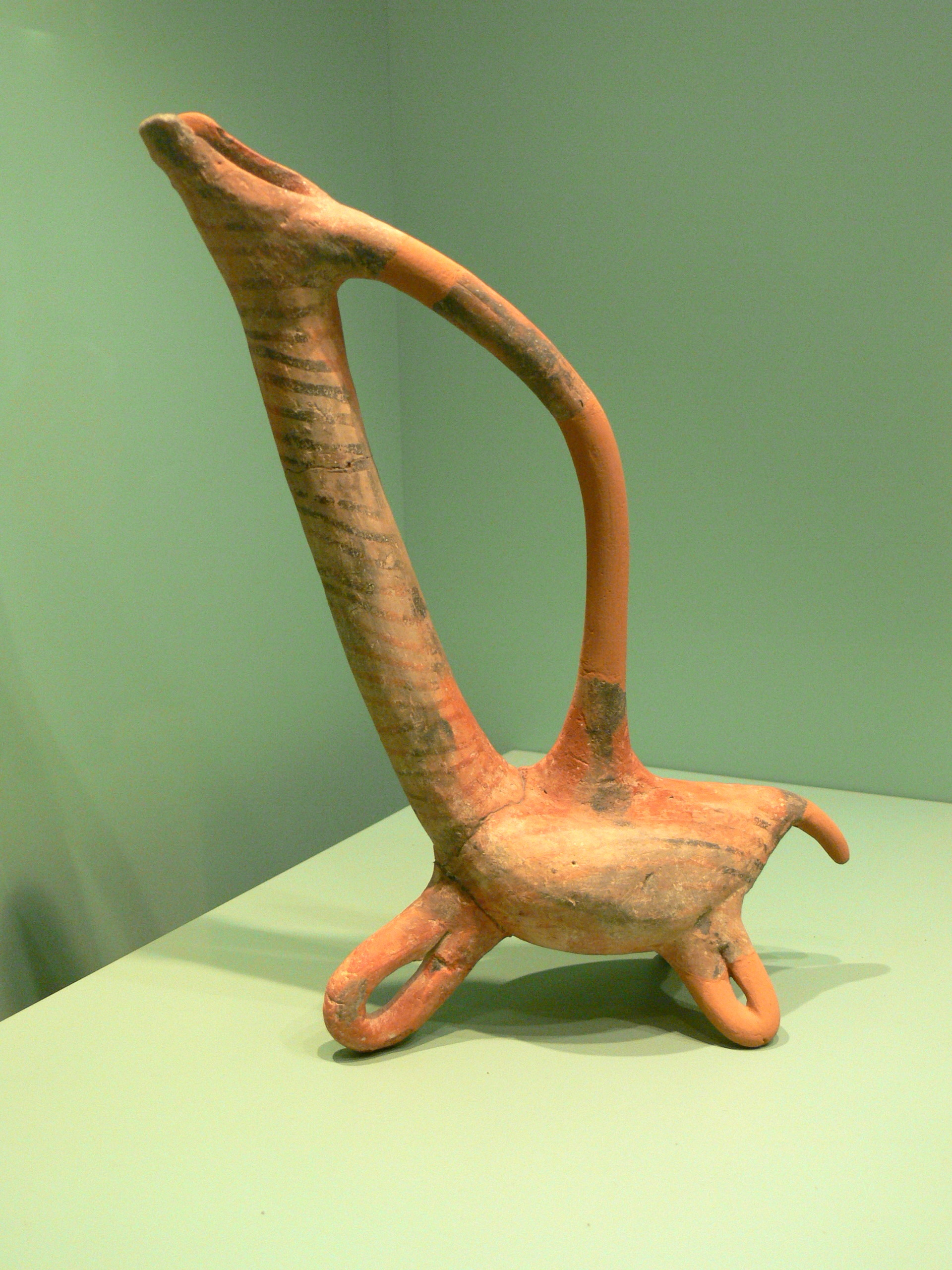
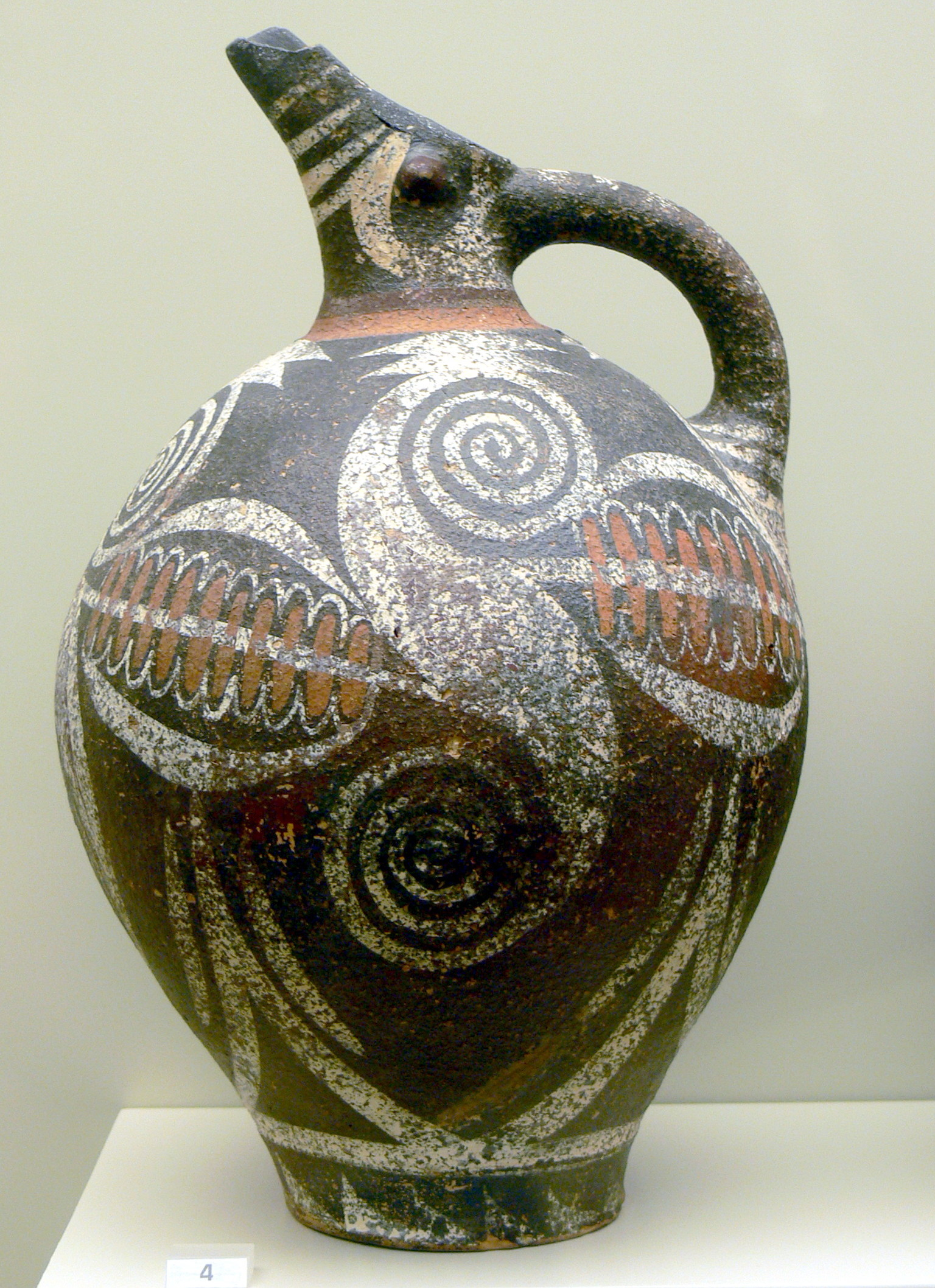
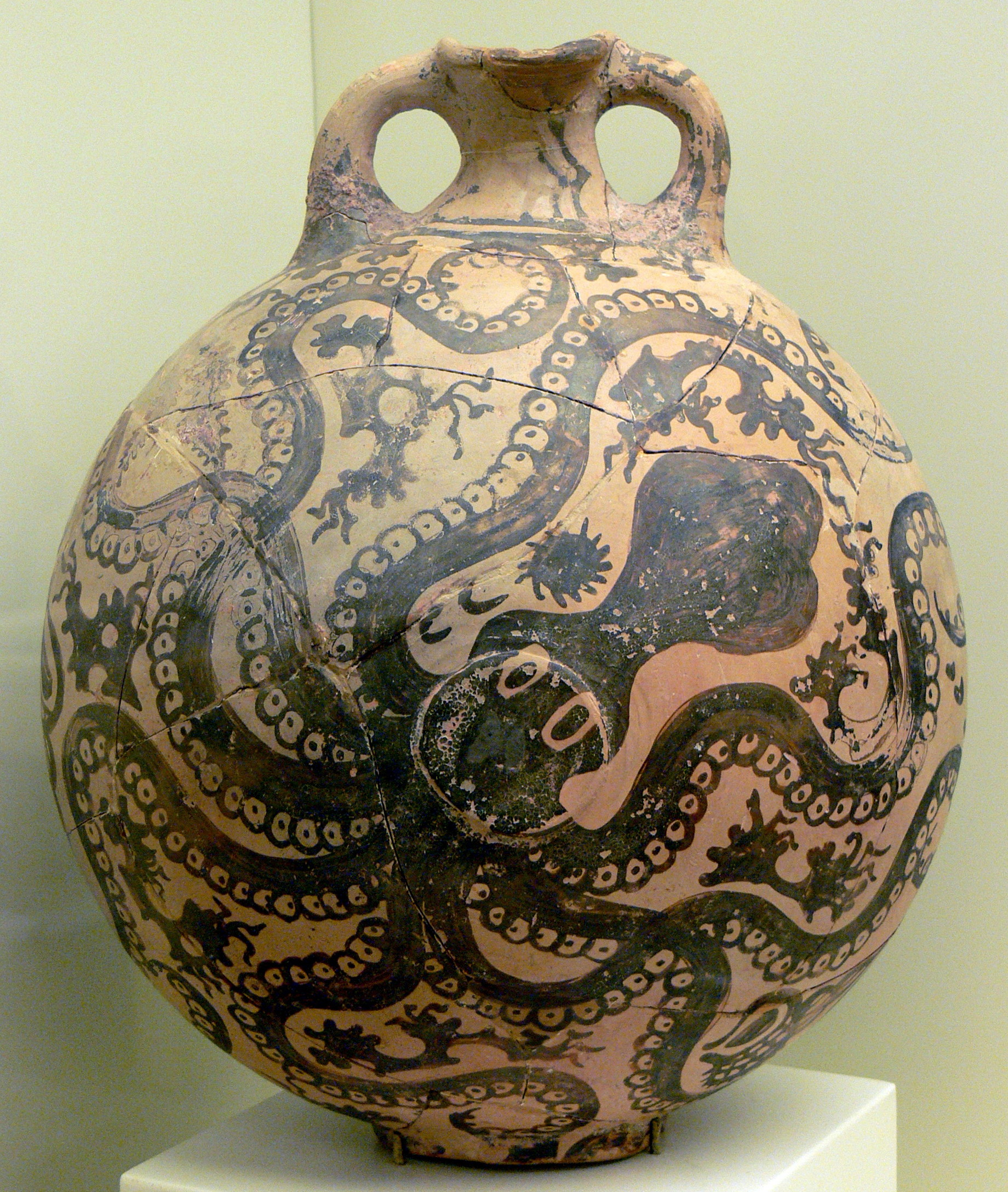
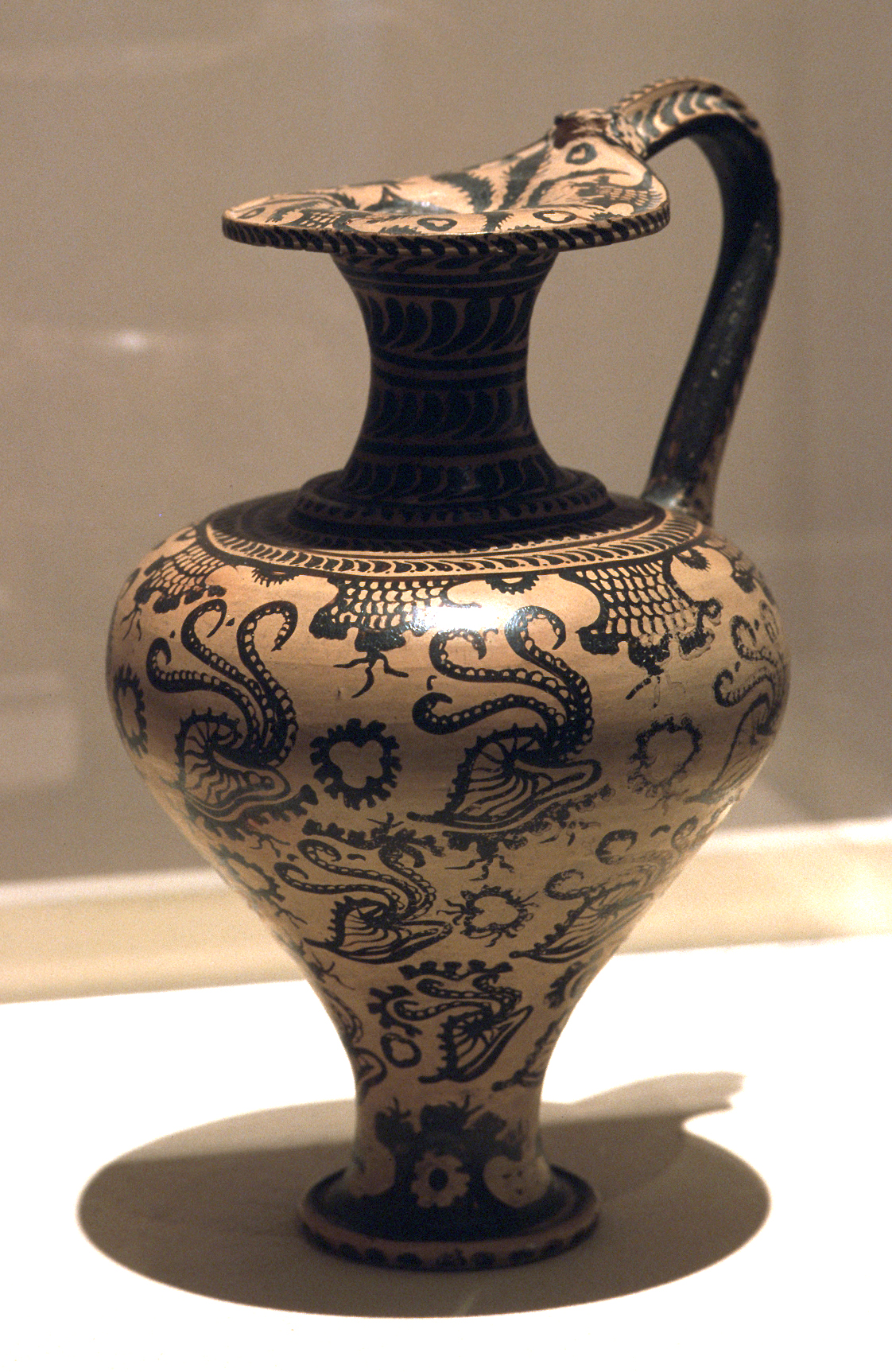
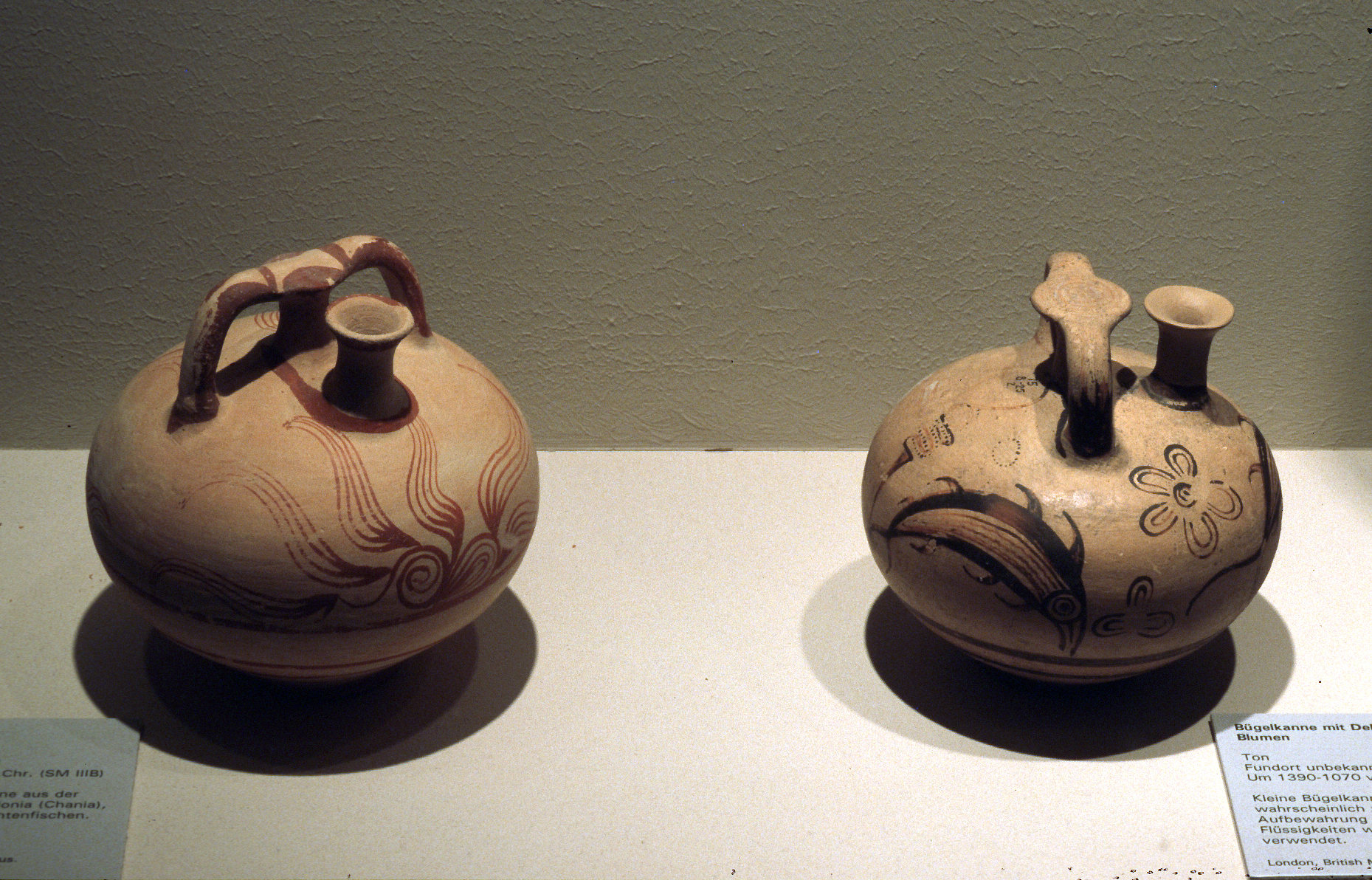
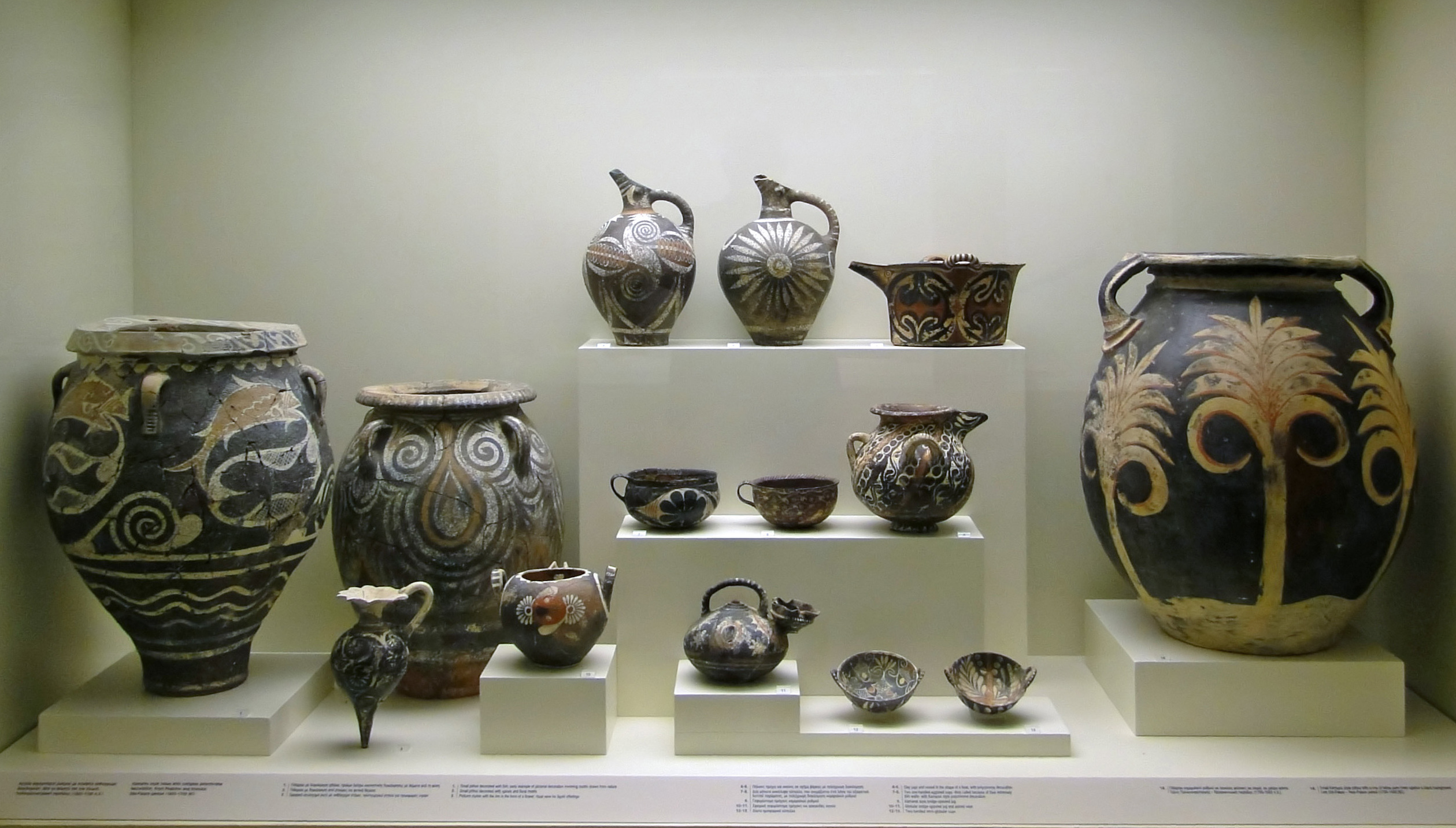
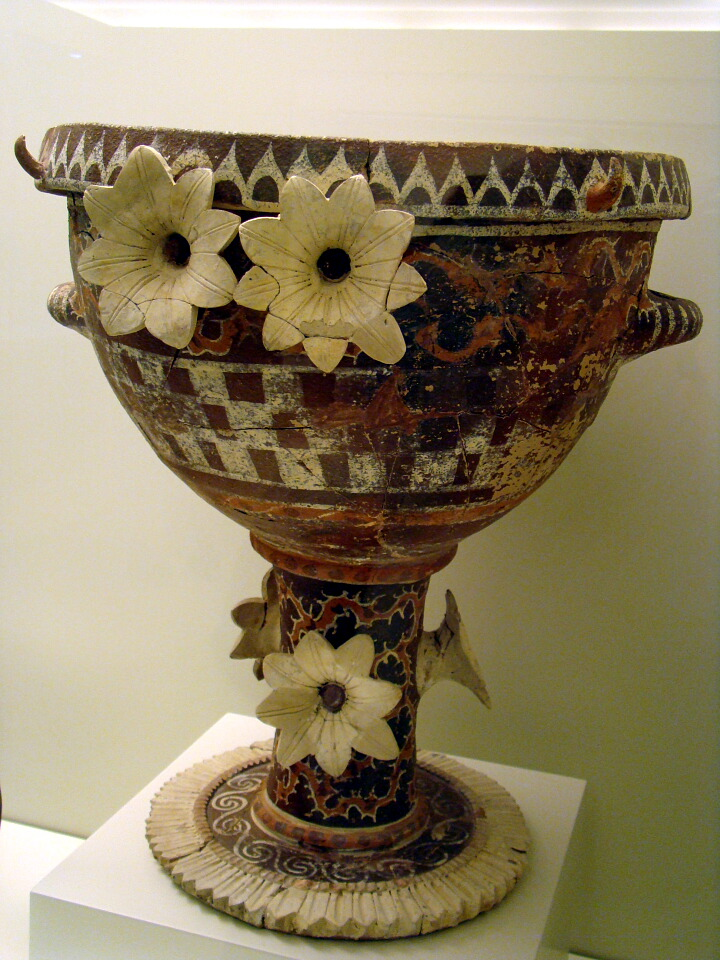
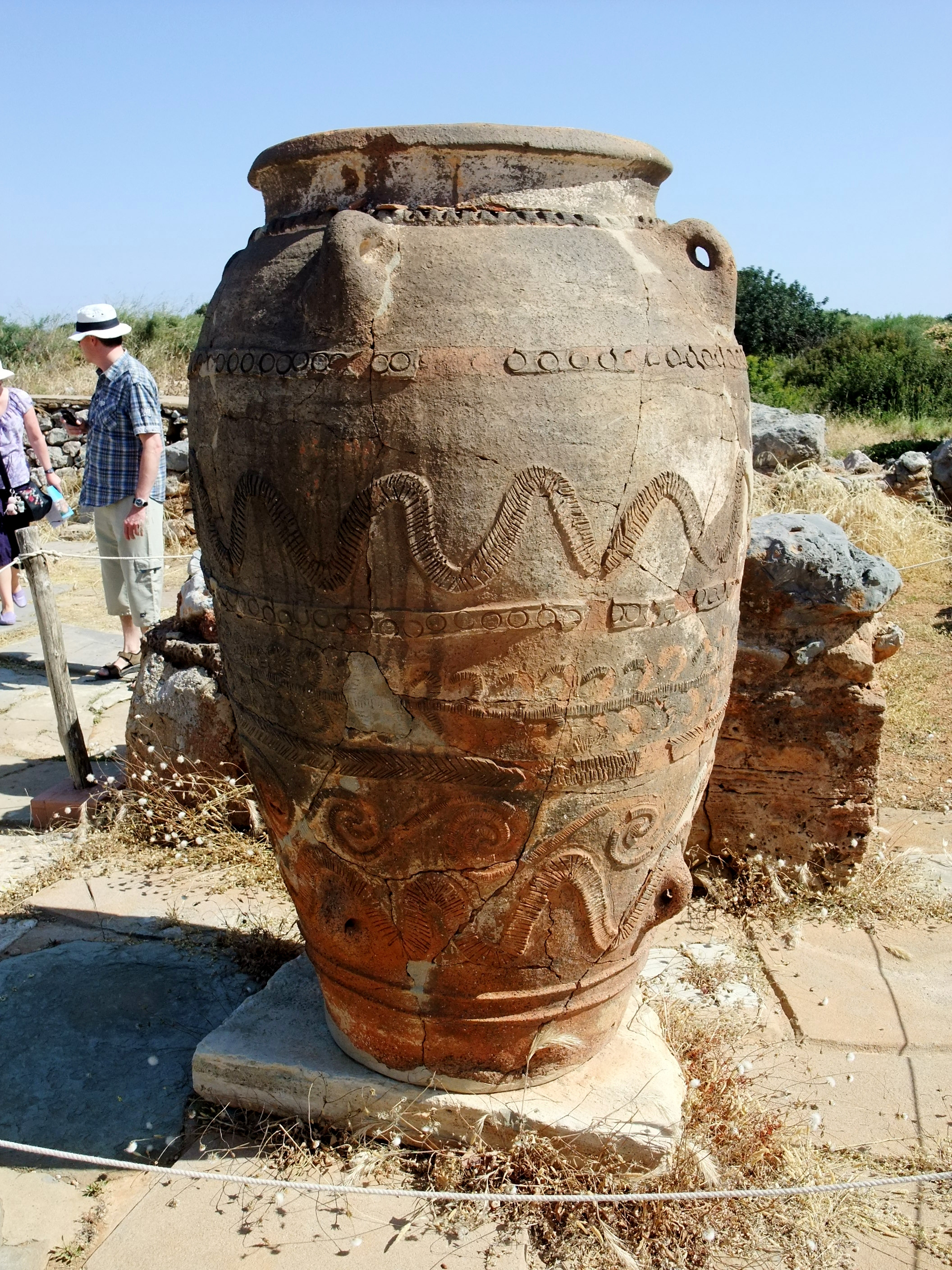

## Agricultura

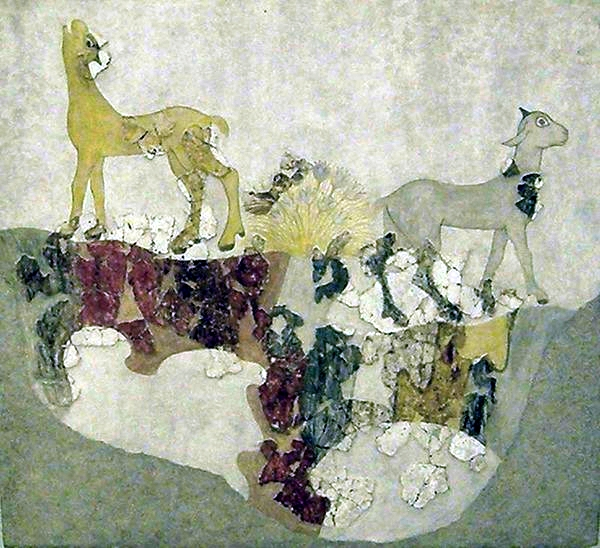
Fresca cu vaci din Akrotiri

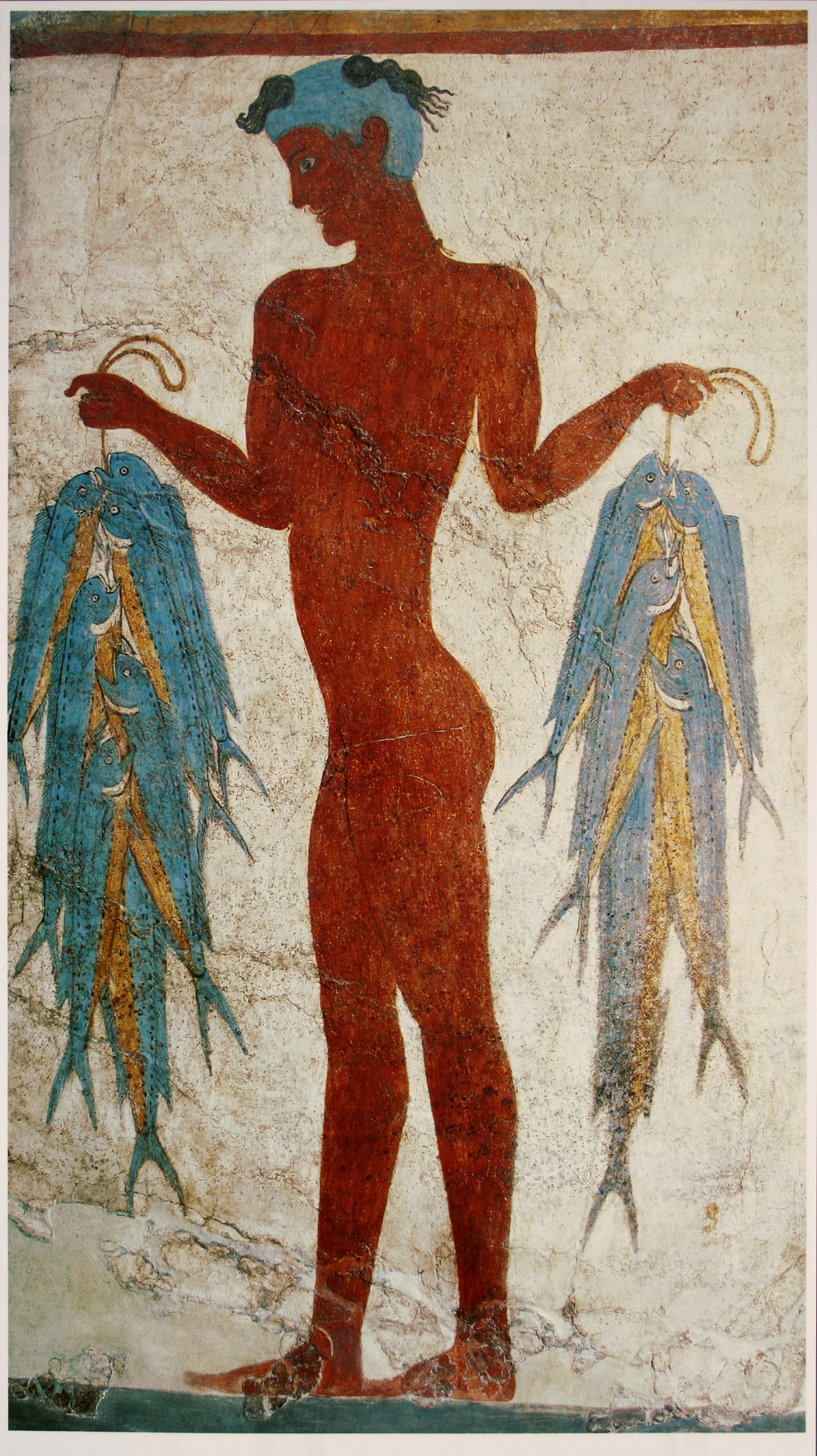
Fresca cu pescarul din Akrotiri

Minoicii creșteau vite, oi, porci, capre și cultivau grâu, orz, măzăre și năut. Au cultivat, de asemenea, struguri, salată verde, țelină, sparanghel, morcovi, pere, gutui, smochini și măslini, precum și maci (pentru opiu). Minoicii au domesticit și albinele.
Importau curmale și pisici (utilizate pentru vânătoare) din Egipt. Au preluat rodiile din Orientul Apropiat.
Au dezvoltat policultura mediteraneanǎ cultivând mai multe soiuri de plante simultan pe aceleași terenuri. Teoretic, această metodă de creștere a  menținut fertilitatea solului.
Dieta cretanilor era variatǎ și sănătoasǎ, ceea ce a dus la creșterea populației.
Tabletele „Linearului B” indică o importanța agriculturii prin livezile de smochine, mǎsline și struguri.
Uleiul de măsline în dieta cretană era comparabil cu untul din dieta nordicǎ. Procesul de fermentare a vinului din struguri este posibil să fi fost o preocupare a suveranilor, care aveau controlul mărfurilor comerciale importante. Vinul și consumul acestuia prezenta și elemente culturale semnificative. Consumul de produse exotice sau scumpe ar fi jucat un rol în prezentarea și articularea  puterii politice și economice.
Fermierii utilizau pluguri de lemn trase de câte o pereche de măgari sau de boi.
Resursele marine erau importante în dieta cretanǎ, incluzând moluște comestibile, pește și chiar caracatițe. Cretanii vânau căprioare sălbatice și mistreți.
Se organizau "festivaluri de recoltare", sau alte ceremonii, pentru a onora fertilitatea continuă a solului.

## Religia

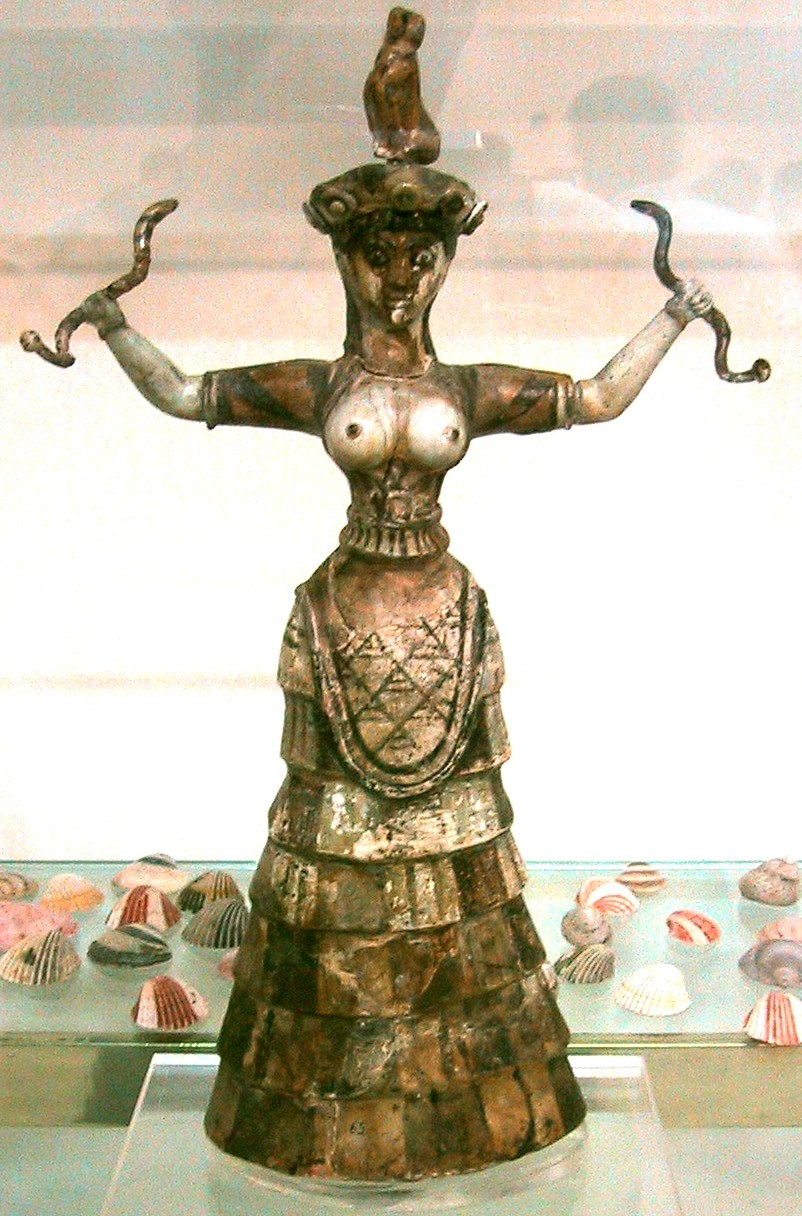
Zeița-Șarpe

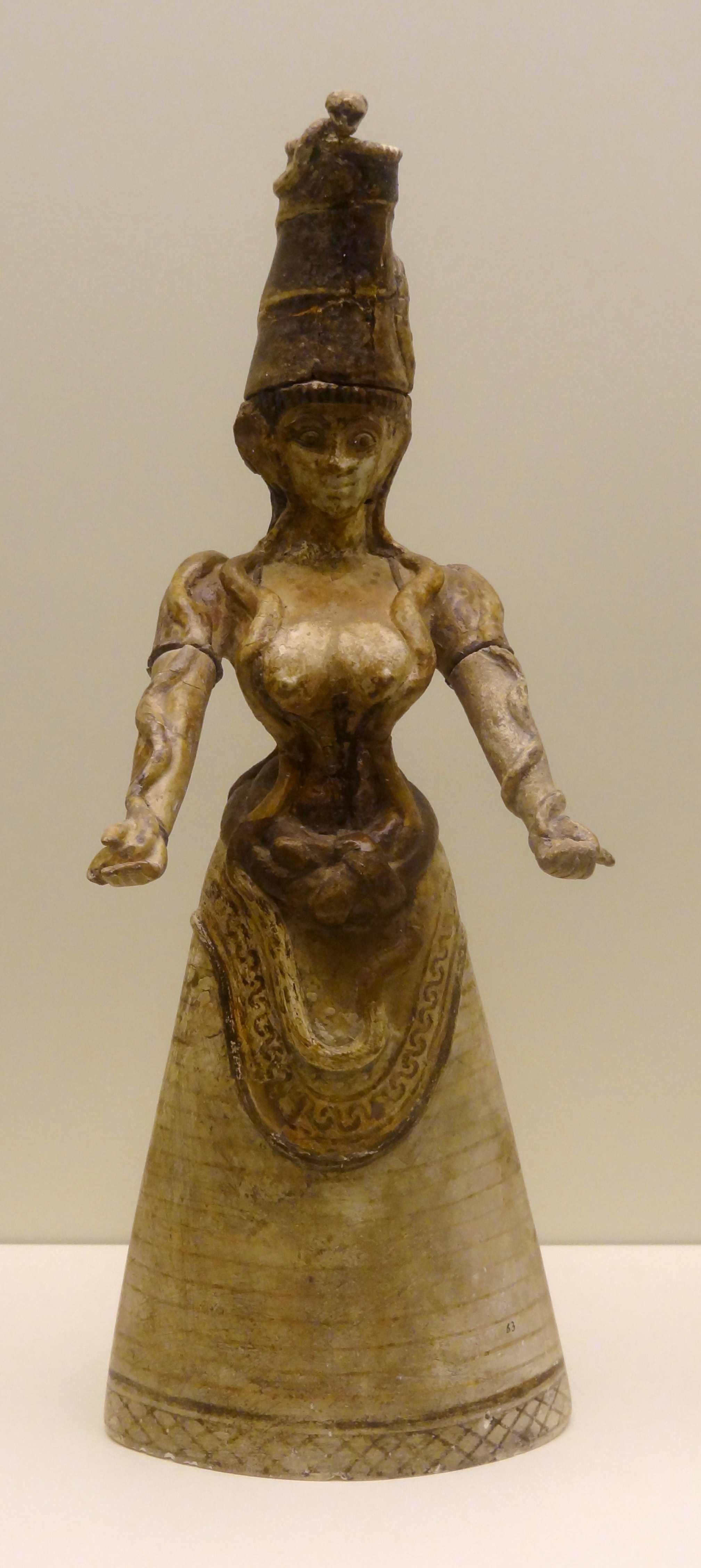
Zeița-Șarpe

Cretanii antici venerau aproape exclusiv zeițe. Deși există unele dovezi ale adorării unor zei de sex masculin, reprezentările minoice ale zeițelor sunt mai frecvente decât cele dedicate zeilor masculini. Deși unele dintre aceste reprezentări ale femeilor sunt speculate a fi imagini de adoratoare și preotese care oficiază ceremonii religioase, și nu divinitatea însăși, se pare ca existau mai multe zeițe, inclusiv o Zeiță-Mamă a fertilității, o protectoarea a orașelor, a gospodăriilor, a recoltei, a infernului etc. Unii istorici au susținut că toate acestea sunt aspecte ale unei singure Mari Zeițe. Ele sunt adesea reprezentate de șerpi, păsări și alte animale.
O importantă sărbătoare minoică era „dansul cu taurul”, adesea reprezentată în frescele de la Cnossos și în sigiliile miniaturale. În acest ritual, care pare destul de periculos, la care participau atât bărbații cât și femeile, dansatorii se confruntau cu un taur și, apucând-l de coarnele sale, erau aruncați pe spatele acestuia. Fiecare dintre aceste mișcări apare în reprezentările minoice, dar semnificația reală a dansului cu taurul în cultul minoic și viața culturală este destul de ambiguă.

## Între mit și legendǎ

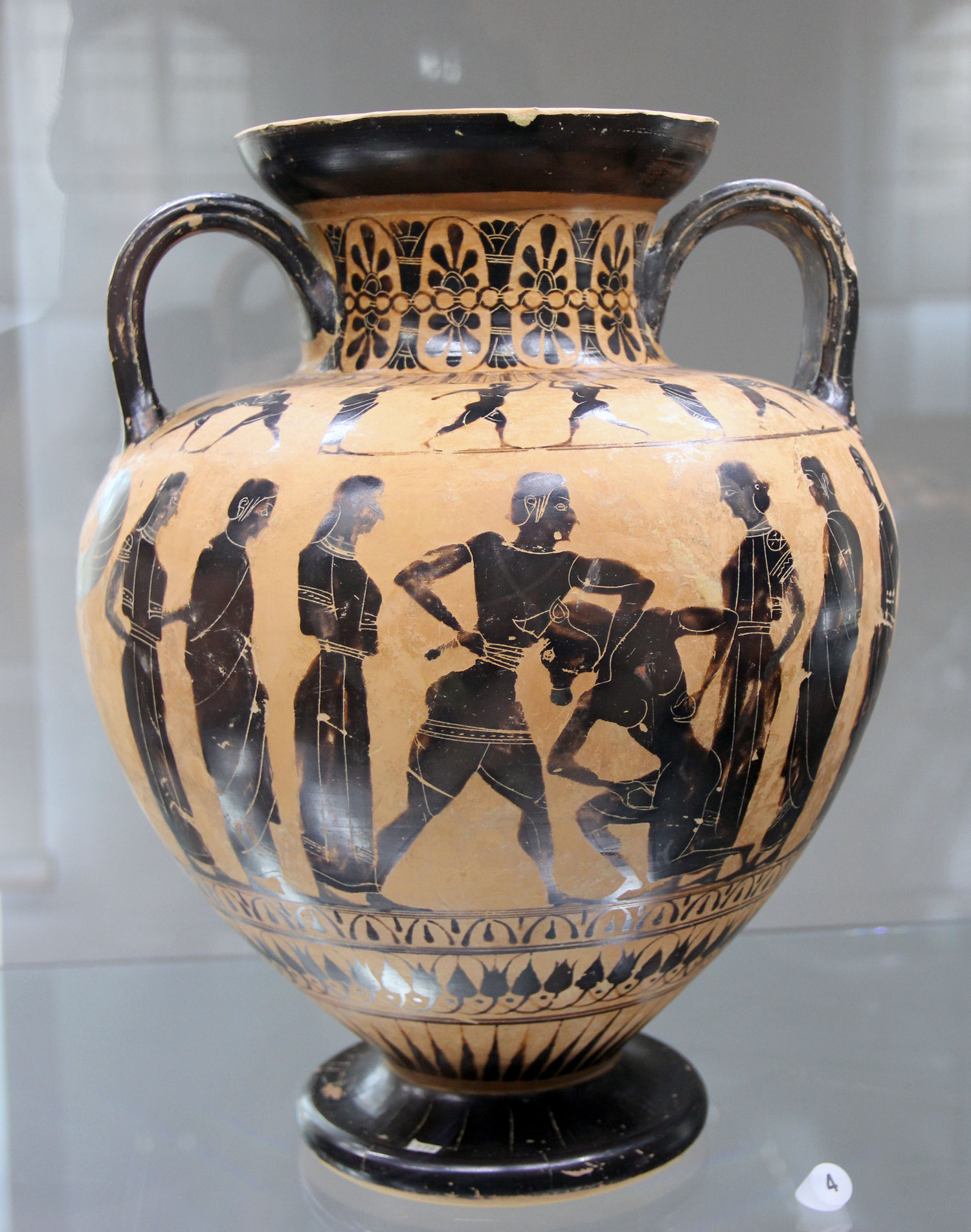
Tezeu si Minotaurul

Poeți și istorici ai antichitǎții ca Homer au considerat insula Creta ca locul de naștere a civilizației grecești.Civilizația cretană a ajuns la apogeu în timpul domniei regelui Minos care a avut numeroase neveste care încercau zadarnic sǎ-i ofere un moștenitor, care nǎșteau doar șerpi și scorpioni. Doar Pasifae a  reușit sǎ-i ofere copii normali.Minos l-a ofensat pe zeul Poseidon pentru că n-a vrut să-i aducă ca jertfă taurul său cel mai frumos și sacru. Drept răzbunare, Poseidon a vrăjit-o pe Pasifae să se îndrăgostească de taurul respectiv. Din aceastǎ unire s-a nǎscut Minotaurul. Minos i-a poruncit inginerului Dedal sǎ construiascǎ un labirint pentru a-l închide pe monstru. După finisarea construcției, Minos i-a închis și pe Dedal și pe fiul său, Icar. Dedal a fabricat pentru el și bǎiat niște aripi de ceară cu care au zburat. Dar Icar, îmbǎtat de zbor, n-a ținut seamǎ de sfatul tatǎlui sǎu și s-a apropiat prea mult de soare, topindu-i aripile și prǎvǎlindu-se în mare.Dedal a ajuns în Sicilia.
Între timp, Minotaurul, aflat în labirint, a pretins să i se aducă anual câte șapte fete și șapte bǎieți ca sǎ-i mǎnânce. Minos îi obținea de la popoarele învinse în războaie. Unul dintre tinerii aduși, Tezeu, fiul regelui Atenei, Egeu, și-a propus sǎ ucidǎ monstrul. Pǎtruns în labirint, l-a ucis pe monstru și a ieșit cu ajutorul unui ghem de sfoarǎ oferit de Ariadna, pe care ulterior, a luat-o de nevastǎ.